# Delphinapterus leucas
La beluga (en ruso: Белуха) (Delphinapterus leucas) es una especie de cetáceo odontoceto que habita en la región ártica y subártica. Es la única especie del género Delphinapterus y junto al narval (Monodon monoceros) conforman la familia Monodontidae. 
Está adaptada plenamente para la vida en el Ártico y para ello tiene una serie de características anatómicas y fisiológicas que la diferencian de los otros cetáceos. Se caracteriza por el color totalmente blanco de los adultos y por la carencia de una aleta dorsal. Posee una prominencia frontal distintiva que alberga el órgano llamado melón, que en esta especie es muy voluminoso y deformable. Su tamaño es intermedio entre las ballenas y delfines, con una longitud y peso máximos para los machos de 5,5 m y 1600 kg y un cuerpo robusto con el porcentaje más alto de grasa entre los cetáceos. Su sentido del oído está muy desarrollado y posee ecolocalización que le permite movilizarse y encontrar respiraderos bajo las placas de hielo.
Son animales gregarios que conforman grupos de unos diez individuos en promedio, pero durante el verano se reúnen cientos e incluso miles en los estuarios y aguas costeras poco profundas. Son nadadores lentos, pero adaptados para el buceo y pueden realizar inmersiones a más de 700 m bajo la superficie. Su dieta es oportunista y varía según la ubicación y estación del año; se alimenta sobre todo de peces, crustáceos y otros invertebrados del fondo marino. 
La mayor parte de las belugas habitan el Ártico, y los mares y costas adyacentes de Alaska (Estados Unidos), Canadá, Rusia y Groenlandia (Dinamarca); la población mundial se estima en ciento cincuenta mil individuos. Tienen comportamiento migratorio, pues la mayoría de los grupos pasan el invierno en las márgenes de las capas de hielo; pero llegado el verano, en el momento del deshielo, se desplazan a la desembocadura de los ríos y a zonas costeras más cálidas. Algunas poblaciones son sedentarias y no migran a grandes distancias en el trascurso del año. 
Durante siglos, este cetáceo ha sido una de las fuentes de subsistencia para los nativos de América del Norte y Rusia. Fue objeto de caza comercial durante el siglo XIX y parte del siglo XX. Desde 1973 se encuentra bajo protección internacional junto con los demás odontocetos. Actualmente solo se encuentra autorizada la caza de sustento de algunas subpoblaciones por parte de los inuit. Otras amenazas son los depredadores naturales (osos polares y orcas), la contaminación de los ríos y las enfermedades infecciosas. En 2008 la especie fue catalogada en la Lista Roja de la UICN como especie casi amenazada; sin embargo, la subpoblación residente en la ensenada de Cook, Alaska, está considerada en peligro crítico. Es uno de los cetáceos que se mantiene en cautiverio en acuarios y parques de vida silvestre en América del Norte, Europa y Asia y es popular para el público por su color blanco y expresividad.

## Taxonomía y evolución

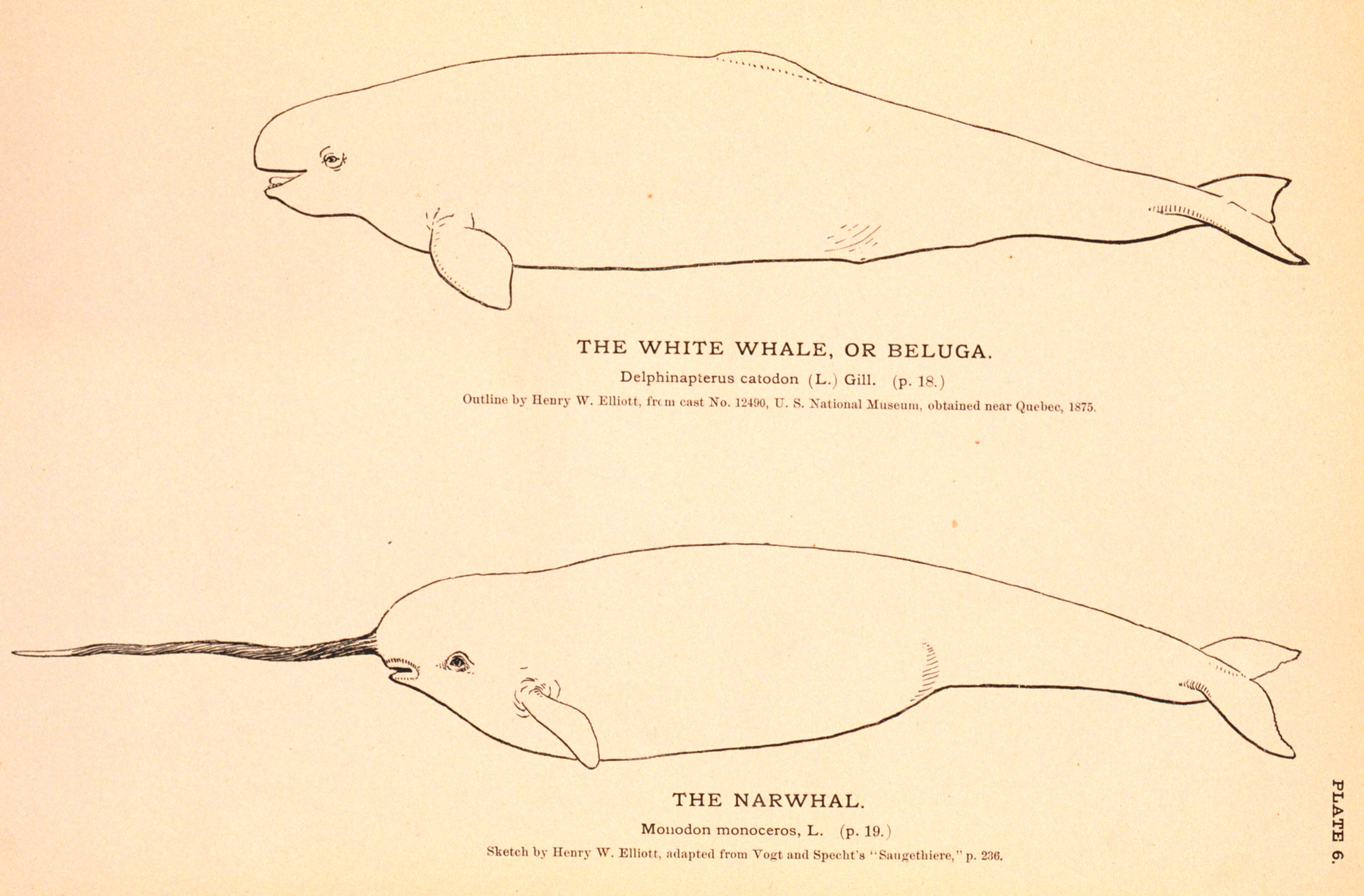
Ilustración del, publicada por la Administración Nacional Oceánica y Atmosférica de los Estados Unidos

La primera beluga fue descrita inicialmente por Peter Simon Pallas en 1776. Es un miembro de la familia Monodontidae, la cual forma parte de las ballenas dentadas (suborden Odontoceti). Comparte semejanzas morfológicas y anatómicas con el delfín del río Irrawaddy (Orcaella brevirostris), el cual fue clasificado dentro de la misma familia; sin embargo, a raíz de las pruebas comparativas de ADN con otros odontocetos se le ubicó dentro de la familia Delphinidae. La única especie aparte de la beluga clasificada dentro de la familia Monodontidae es el narval (Monodon monoceros). El hallazgo de un cráneo con características intermedias es compatible con la hipótesis de que la hibridación es posible entre los dos integrantes de esta familia.
El nombre del género, Delphinapterus, significa «delfín sin aleta» (del griego δελφίν [delphin] ‘delfín’ y απτερος [apterus] ‘sin aleta’) y el nombre de la especie leucas significa «blanco» (del griego λευκας [leucas] ‘blanco’). El nombre común, «beluga», viene del nombre en ruso белуга [beluga] o белуха [belukha], el cual deriva de la palabra белый [belyy], que significa «blanco». Es denominada en ocasiones «ballena beluga», con el fin de no confundirla con el esturión beluga. La Lista Roja de la UICN acepta los nombres beluga y ballena blanca («del inglés white whale») como sinónimos; pero en el sentido estricto el término «ballena» aplica solo a los integrantes de la familia Balaenidae.
Según estudios de ADN mitocondrial los cetáceos actuales tuvieron un ancestro común hace entre treinta y treinta y cuatro millones de años. La familia Monodontidae se separó relativamente temprano de los otros odontocetos; de la familia Delphinoidea lo hizo entre hace once y quince millones de años, y de la familia Phocoenidae, la más cercana en términos evolutivos, lo hizo posteriormente. El primer ancestro conocido de la beluga, perteneciente a la familia Monodontidae, es la especie Denebola brachycephala que vivió durante el periodo Mioceno Tardío (hace nueve o diez millones de años).. El hallazgo de restos fósiles provenientes del Pleistoceno en el noreste de América del Norte y en la península de Baja California indica que los ancestros de la beluga vivieron en aguas más cálidas y que en épocas comparativamente recientes el territorio de la beluga fluctuaba de acuerdo con la duración de las glaciaciones (edades de hielo) y se replegaba hacia el Norte cuando el hielo se retiraba. Una evidencia que respalda esa teoría, es el hallazgo en 1849 de los huesos de una beluga en el estado de Vermont en los Estados Unidos, a 240 kilómetros del océano Atlántico. Los restos fueron preservados en los sedimentos del mar de Champlain, una extensión del océano dentro del continente, resultado del aumento en el nivel del mar al terminar las glaciaciones hace unos 12 000 años.

## Descripción

Tamaño comparativo de todas las especies de cetáceos; la beluga resaltada arriba a la derecha, en rojo

### Longevidad
Según las primeras investigaciones se estimaba que la esperanza de vida de una beluga apenas superaba los treinta años. El método para calcular la edad se basaba en el conteo de las capas sucesivas de dentina y cemento que se depositan periódicamente, según se creía, entre una y dos veces por año. Estas capas son identificables, ya que alternan entre material denso de aspecto opaco y láminas transparentes de material menos denso. Teniendo en cuenta la frecuencia estimada con que ocurrían los depósitos, era posible extrapolar la edad del individuo de acuerdo al número de capas identificadas. Sin embargo, un estudio con radiocarbono de las capas de dentina publicado en 2006, demostró que el depósito de este material ocurre con menor frecuencia a lo estimado previamente y que usualmente la especie pueden superar los sesenta años de edad, e incluso llegar a los ochenta.

### Tamaño
La especie presenta un dimorfismo sexual moderado; los machos son más largos que las hembras en un 25% y son más robustos. Los machos adultos miden entre 3,5 y 5,5 metros de longitud, mientras las hembras crecen entre los 3 y 4,1 metros. Los machos pesan entre 1100 y 1600 kg y las hembras tienen entre 700 y 1200 kg. Ambos sexos alcanzan el tamaño máximo a los diez años de edad. El cuerpo de las belugas es robusto y fusiforme (forma de cono con la punta hacia atrás), y con frecuencia tienen pliegues de grasa, especialmente a lo largo de la superficie ventral. Entre el 40 y 50% de su peso corporal es grasa; es un porcentaje alto con relación a las ballenas que no habitan en el Ártico, en las cuales la grasa representa solo el 30% de su peso. La grasa forma una capa que le cubre todo el cuerpo, a excepción de la cabeza; puede tener hasta quince centímetros de espesor y actúa como aislante en aguas con temperatura entre los 0 a 18 °C, además de ser una reserva importante durante periodos de ayuno.

### Color

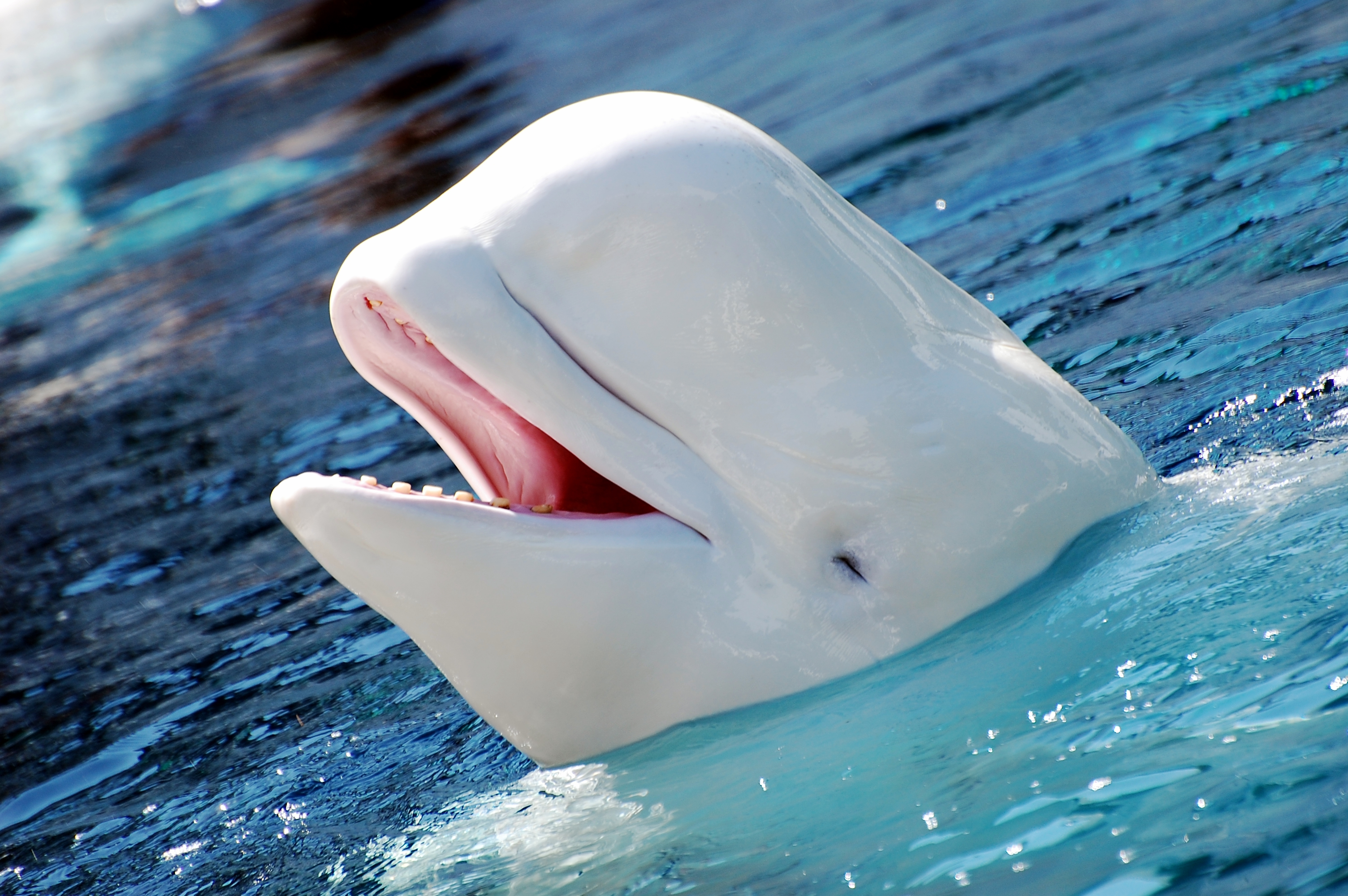
Cabeza de una beluga donde se observa la gran prominencia frontal que alberga el melón y el color blanco distintivo

Los ejemplares adultos son difíciles de confundir, debido a que son los únicos cetáceos totalmente blancos o de color gris blanquecino. Las crías al nacer normalmente son grises; al mes de vida el color se torna gris oscuro o gris azulado, y posteriormente empiezan a perder pigmento en forma progresiva hasta alcanzar el color blanco distintivo; las hembras lo hacen a los siete años de edad y los machos a los nueve. El tono blanco de la piel es una condición adaptativa a la vida en el Ártico y le permite camuflarse en las capas de hielo polares, sirviéndole de protección ante sus principales depredadores: el oso polar y la orca. A diferencia de los otros cetáceos, la piel de la beluga tiene un patrón de muda estacional. Durante el invierno se produce un engrosamiento de la epidermis y su piel puede tornarse amarillenta, principalmente en la espalda y aletas. Cuando migran durante el verano a los estuarios se frotan con la grava del fondo de los ríos para deshacerse de este revestimiento cutáneo.

### Cabeza y cuello

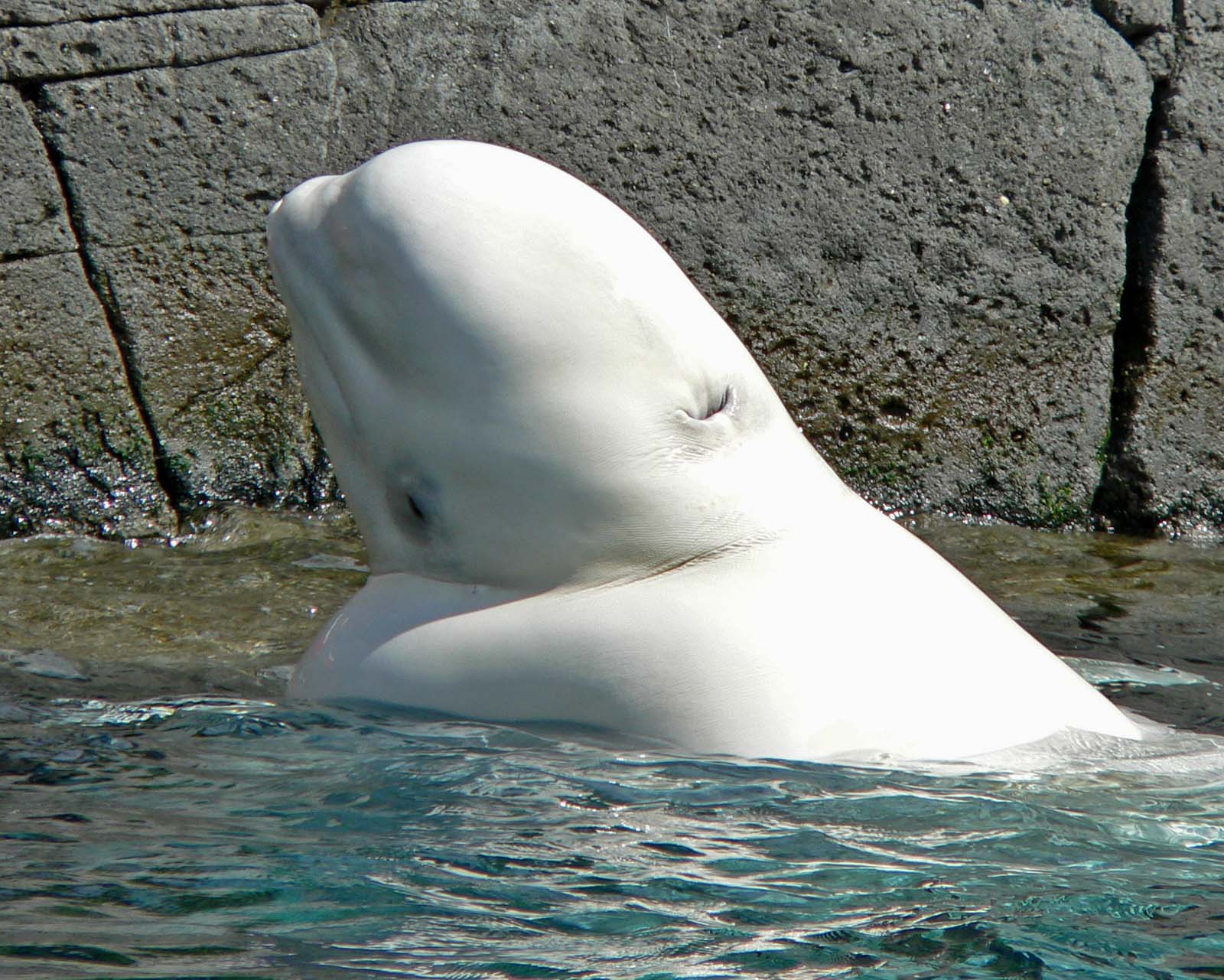
Espiráculo en la parte posterior de la cabeza

Como la mayoría de los odontocetos, la beluga tiene un compartimento ubicado en la región frontal de la cabeza que contiene el órgano de la ecolocalización llamado melón. La forma de la cabeza en esta especie es diferente a la de los demás cetáceos, debido a que el melón es bastante voluminoso y lobulado, y se le observa como una gran prominencia frontal. Otra característica distintiva es la capacidad que posee de deformar este órgano, durante la emisión de los sonidos, usando los músculos adyacentes para enfocar los ecos emitidos, sirviéndole de modulador para la ecolocalización. El aceite de este órgano contiene ácidos grasos, principalmente ácido isovalérico (60,1%) y ácidos de cadena larga (16,9%), composición que difiere bastante de la grasa corporal del animal y puede desempeñar un papel en el sistema de ecolocalización.
A diferencia de los demás cetáceos que muestran algún grado de fusión cervical, exceptuando los rorcuales, algunos delfines de río y los narvales, las siete vértebras cervicales no están fusionadas entre sí, lo que le da flexibilidad al girar la cabeza lateralmente sin necesidad de rotar el cuerpo. Esto le proporciona una maniobrabilidad lateral que le permite mejorar el campo visual, ayudar en la persecución de las presas, evadirse de los predadores y maniobrar en aguas poco profundas. Tiene alrededor de ocho a diez dientes pequeños, ligeramente romos y curvos, en cada cuadrante mandibular, con un promedio de treinta y seis piezas en total y un máximo de cuarenta. No usa la dentadura para masticar, pero sí para agarrar a sus presas, desgarrarlas y luego engullirlas enteras. Posee un solo espiráculo ubicado en la superficie dorsal de la cabeza detrás del melón y está techado por una cubierta muscular que lo sella herméticamente. En la posición anatómica normal esta estructura cierra el espiráculo y para abrirlo necesita contraer la cubierta muscular. La glándula tiroides es relativamente grande, comparada con los mamíferos terrestres —pesa tres veces más que la de un caballo— y puede ayudar a mantener un metabolismo más alto durante la ocupación de los estuarios durante el verano. Es el cetáceo marino que desarrolla lesiones hiperplásicas y neoplásicas en esta glándula con mayor frecuencia.

### Aletas

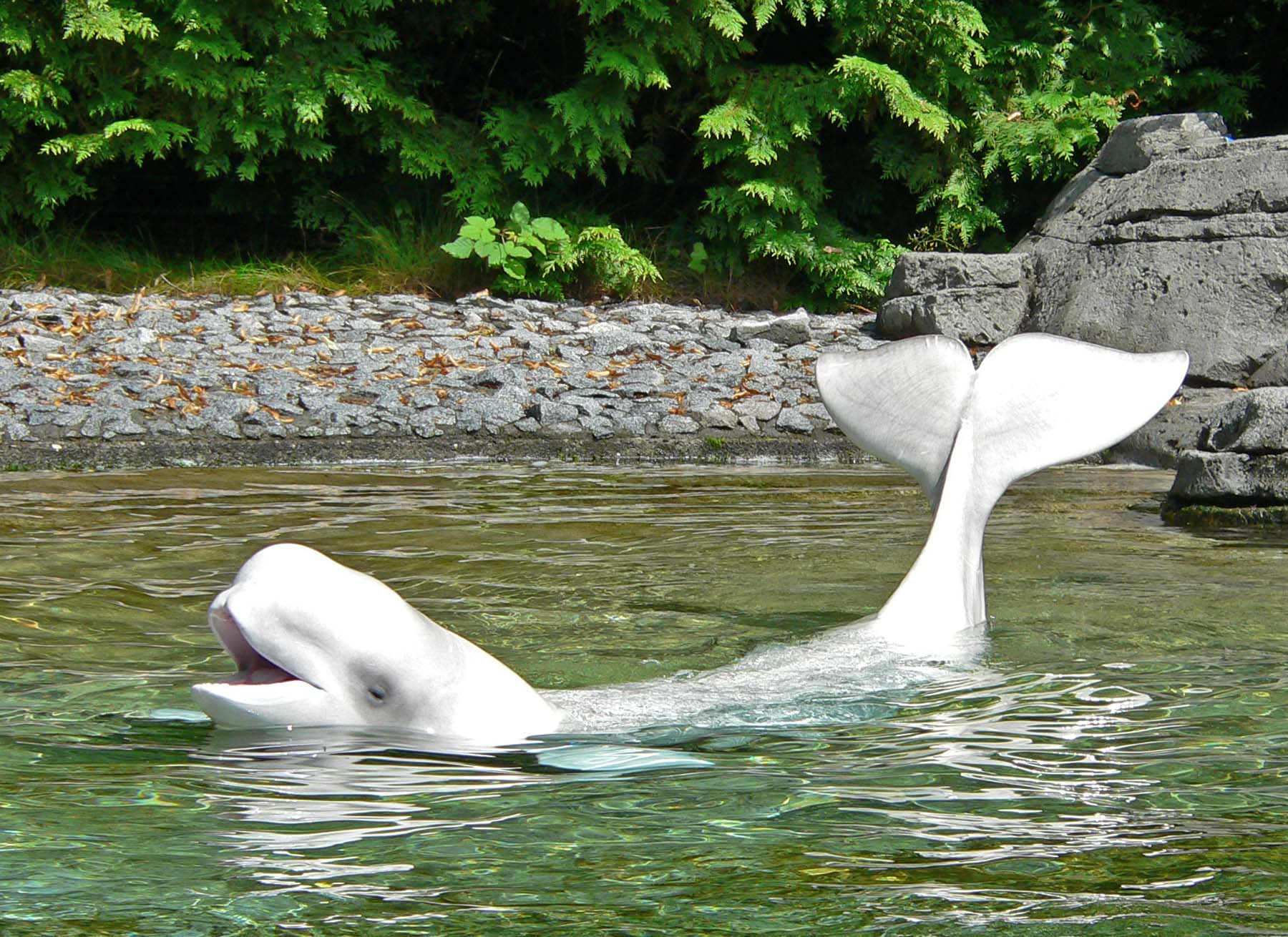
Una beluga mostrando su aleta caudal, en agua poco profunda del acuario de Vancouver, Canadá

Los miembros anteriores, como en los demás cetáceos, son las aletas pectorales. Estas mantienen los vestigios óseos de sus ancestros mamíferos y están unidos firmemente entre sí por tejido conectivo. Las aletas son pequeñas en proporción al tamaño del cuerpo; son redondeadas, tienen forma de remo y están ligeramente rizadas en las puntas. Estas extremidades son muy versátiles y las usan principalmente como timón para dirigir su movimiento, para detenerse en sincronía con la aleta caudal y moverse con agilidad en aguas de uno a tres metros de profundidad. Las aletas también poseen un mecanismo para la regulación de la temperatura corporal, ya que las arterias que las irrigan están rodeadas por venas y estas se dilatan o contraen, según el caso, para mantener o perder calor. La aleta caudal es una estructura aplanada con dos lóbulos en forma de remo, carece de hueso y está compuesta de tejido conectivo, duro, denso y fibroso. En esta especie, esta aleta tiene una curvatura distintiva en el borde posterior. La musculatura longitudinal de la espalda es la encargada de proporcionar el movimiento ascendente y descendente de la aleta y de modo similar a las aletas pectorales posee un mecanismo termorregulador.
Las belugas tienen una cresta dorsal en lugar de una aleta dorsal. Se cree que este rasgo evolutivo es una adaptación para las condiciones bajo el hielo, o posiblemente una forma de preservar el calor. Esta cresta es dura y junto con su cabeza puede ser usada para abrirse paso por capas de hielo hasta de ocho centímetros de espesor.

### Sentidos

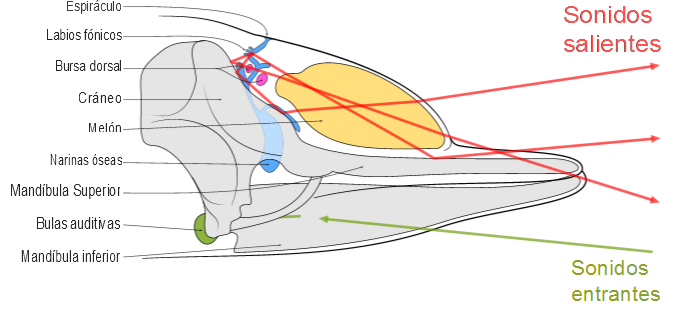
Emisión y recepción de sonidos en un odontoceto

- Audición: las belugas tienen un sentido del oído muy especializado y la corteza auditiva se encuentra altamente desarrollada. Pueden escuchar sonidos dentro del rango de 1,2 a 120 kHz, con mayor sensibilidad entre los 10 a 75 kHz,. cuando el rango de audición promedio para un humano es de 0,2 a 20 kHz.. Probablemente, la mayoría de los sonidos son recibidos por la mandíbula inferior y trasmitidos hasta el oído medio. En los odontocetos el hueso mandibular inferior es ancho y posee una cavidad en la base, que se proyecta hasta el sitio donde se une con el cráneo. Dentro de esa pequeña cavidad, existe un depósito de grasa que apunta en dirección al oído medio.[42] Adicionalmente posee un pequeño orificio auditivo externo a unos centímetros detrás de los ojos; cada orificio se comunica con un conducto auditivo externo y un tímpano. No se sabe si estos orificios son funcionales o son simplemente un vestigio.[42]

- Visión: son capaces de ver dentro y fuera del agua; sin embargo, al compararse con los delfines, la visión es relativamente pobre.[43] Sus ojos están adaptados de forma particular para ver dentro del agua, pero al contacto con el aire el cristalino y la córnea se ajustan para corregir la miopía (el rango de visión dentro del agua es corto).[43] La retina de este animal posee conos y bastones, lo cual indica que también pueden ver en la penumbra. La presencia de conos sugiere que pueden ver los colores; no obstante, esta suposición no se ha documentado.[43] Unas glándulas en la esquina medial de las órbitas secretan una substancia gelatinosa y oleosa, que lubrican el ojo y lo limpian de cuerpos extraños. Esta substancia forma una película que protegería la córnea y la conjuntiva de organismos patógenos.[43]

- Tacto: estudios en animales cautivos indican que buscan el contacto físico frecuente con otras belugas.[28]

- Gusto: se han detectado áreas sensoriales en la boca de estos animales que pueden funcionar como quimiorreceptores para los sabores y se ha documentado que pueden detectar la presencia de sangre en el agua, ante lo cual reaccionan de inmediato y muestran comportamientos de alarma.[28]

- Olfato: como los demás odontocetos, carecen de lóbulos olfatorios en el cerebro y de nervios olfatorios, lo que sugiere que carecen de olfato.[30]

## Comportamiento

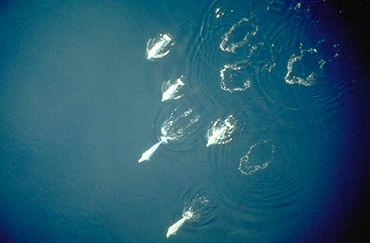
Vista aérea de un grupo integrado por cinco belugas en desplazamiento

Estos cetáceos por lo regular forman grupos pequeños, que varían entre dos y veinticinco individuos, con un promedio de diez integrantes. Estos grupos (llamados pods en inglés) tienen animales de ambos sexos, y son liderados por un macho dominante. Cuando las manadas se juntan en los estuarios durante el verano, pueden reunirse cientos e incluso miles de individuos. Estos pueden representar una proporción significativa de la población total de estos cetáceos y es el momento de mayor vulnerabilidad ante la caza.
Son animales cooperativos y con frecuencia organizan grupos para cazar, haciéndolo de forma coordinada. Dentro de los grupos son animales muy sociables, suelen perseguirse unos a otros, ya sea jugando o agrediéndose, y se rozan con frecuencia entre sí.
En cautiverio se les observa juguetear constantemente, vocalizar y nadar, alrededor, por encima y por debajo de los otros individuos. Muestran curiosidad hacia los humanos y en los estanques se aproximan para observarlos de cerca a través de los cristales.
En libertad las belugas también muestran un alto grado de curiosidad hacia los humanos y con frecuencia nadan en dirección a los botes. También pueden jugar con objetos encontrados en el agua; en libertad lo hacen con madera, plantas, peces muertos y con burbujas que crean ellas mismas. Durante la temporada de cría, se han observado adultos acarreando objetos como plantas, redes e incluso esqueletos de caribú sobre su cabeza y espalda. Se han visto también hembras cautivas expresando este comportamiento después de perder una cría, trasportando elementos como flotadores y boyas. Los expertos teorizan que esta interacción con los objetos puede evidenciar un comportamiento sustitutivo.

### Natación e inmersión
Las belugas son nadadores lentos comparados con otros odontocetos como la orca y el delfín mular. El pobre desempeño como nadador con respecto a sus parientes se debe a su complexión poco hidrodinámica y la baja amplitud de movimiento de su aleta caudal que le proporciona un menor empuje. Con mayor frecuencia nadan a una velocidad entre los 3 y 9 km/h; sin embargo, son capaces de mantener un ritmo de 22 km/h por un tiempo de quince minutos. A diferencia de la mayoría de los cetáceos, estos animales pueden nadar hacia atrás. Entre el 5% y el 10% del tiempo las belugas nadan sobre la superficie del agua, mientras que el resto del tiempo lo hacen a profundidad suficiente para cubrir su cuerpo. No suelen hacer exhibiciones aéreas (saltos, volteretas, etc.) como los delfines y orcas.
Estos animales usualmente no se sumergen muy profundo, sino que con mayor frecuencia lo hacen a unos veinte metros; sin embargo, son capaces de sumergirse a gran profundidad. En individuos cautivos se han documentado distancias de entre 400 y 647 m bajo la superficie; en animales libres, se documentó que se sumergen a más de 700 m, con una inmersión máxima de 872 m. Una inmersión normalmente les toma de tres a cinco min, pero pueden hacerlo hasta por quince a dieciocho minutos. En aguas someras de los estuarios una sesión de buceo dura alrededor de dos minutos; la secuencia consiste de cinco o seis inmersiones rápidas y poco profundas, seguida por una de un minuto de duración a mayor profundidad. El promedio de inmersiones por día oscila entre treinta y una y cincuenta y una.
Todos los cetáceos, entre ellos la beluga, tienen adaptaciones fisiológicas para conservar el oxígeno durante las inmersiones. Durante el buceo, estos animales disminuyen la frecuencia cardíaca de cien latidos por minuto a un rango entre doce y veinte. El flujo sanguíneo es desviado de los demás tejidos y órganos del cuerpo, al cerebro, corazón y pulmones, que requieren aporte permanente de oxígeno. La proporción de oxígeno en la sangre es más alto que en la mayoría de los mamíferos. El porcentaje en volumen de 5,5% es superior al de los mamíferos terrestres y similar a la foca de Weddell (un mamífero marino buceador). En un estudio se encontró que una hembra tenía 16,5 litros de oxígeno disuelto en la sangre. Por último, los músculos de este animal poseen un alto contenido de la proteína mioglobina que funciona como transportador de oxígeno: la concentración es varias veces superior a la de los mamíferos terrestres y ayuda a prevenir la deficiencia de este elemento durante las inmersiones.

### Dieta

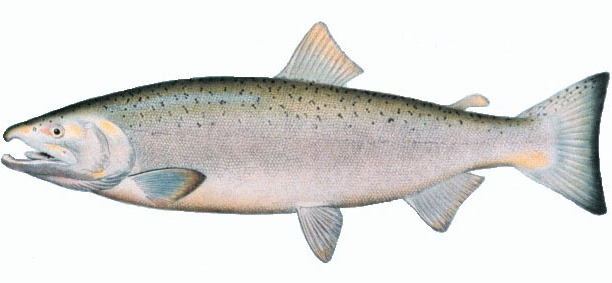
Salmón del Pacífico, base de la dieta de las belugas de Alaska

Las belugas son los odontocetos más abundantes en las aguas del océano Ártico, por tal motivo desempeñan un papel crítico en la estructura y función de los recursos marinos en esta región. Se describe como un animal oportunista, pues sus hábitos alimenticios varían dependiendo de la ubicación geográfica y la estación. Por ejemplo en el mar de Beaufort comen en forma predominante bacalao ártico (Boreogadus saida) y en Groenlandia se ha encontrado en su estómago gallineta nórdica (Sebastes norvegicus), fletán negro (Reinhardtius hippoglossoides) y camarón (Pandalus borealis), mientras en Alaska el alimento principal es el salmón del Pacífico (Oncorhynchus kisutch). En líneas generales la dieta principal de este cetáceo está conformada por peces; aparte de los mencionados se han identificado entre otros: capelanes, eperlanos, lenguados, platijas, arenques, charrascos y otros salmones. También consumen un volumen considerable de invertebrados aparte de camarones como calamares, cangrejos, almejas, pulpos, caracoles, gusanos y otros habitantes del fondo marino. Los animales en cautiverio comen aproximadamente del 2,5% al 3% de su peso corporal por día, más o menos 18,2 a 27,2 kg.
La búsqueda en el lecho marino típicamente tiene lugar a profundidades de entre 20 y 40 m, pero pueden sumergirse con facilidad a más de 700 m para buscar alimento. Generalmente una inmersión dura de 3 a 5 min, pero se han observado individuos permanecer bajo la superficie por 18 min. El cuello flexible le permite un amplio rango de movimiento mientras busca el alimento en el fondo oceánico. Las observaciones han mostrado que estos animales pueden succionar agua y luego expulsar chorros fuertes con la boca, método con el cual descubre presas en el cieno. Debido a que su dentadura no es muy grande ni afilada utilizan la succión para llevar las presas a la boca; en consecuencia, todos los alimentos deben ser consumidos enteros, por ello las presas no pueden ser demasiado grandes porque corren el riesgo de atorarse. También se alimentan de cardúmenes de peces y lo hacen en grupos coordinados de cinco o más individuos; estos reúnen el banco de peces en aguas poco profundas para luego atacarlos. Por ejemplo, en el estuario del río Amur, donde se alimentan preferentemente de salmón, se reúnen en grupos de seis a ocho individuos y rodean a los peces para evitar su escape, mientras se turnan uno a uno para alimentarse de ellos.

### Reproducción

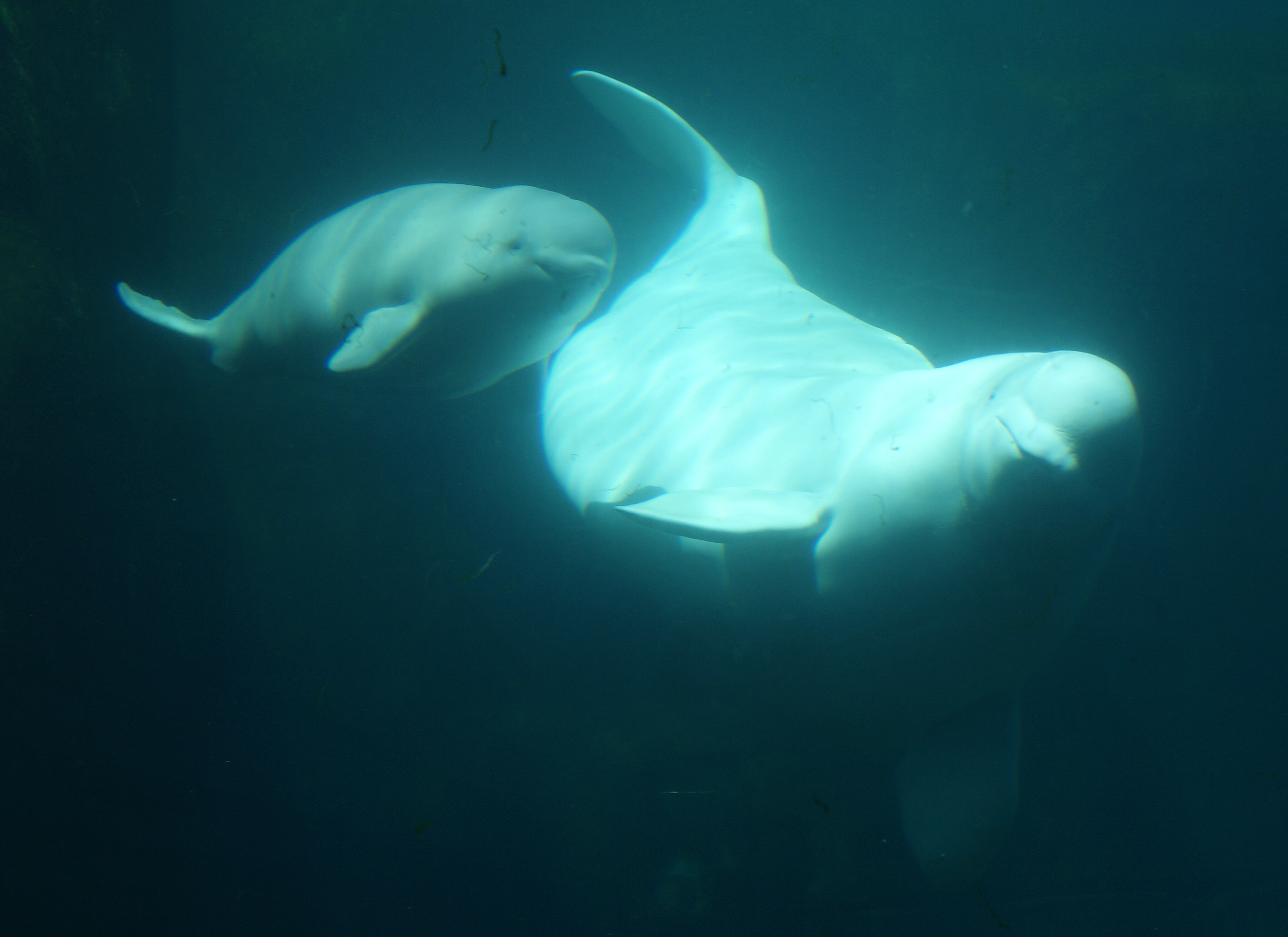
Hembra de beluga y su cría en el acuario de Vancouver, Canadá

Las estimaciones sobre la edad de madurez sexual varían ampliamente; la mayoría de los autores estiman que los machos alcanzan la madurez sexual entre los cuatro y siete años, y las hembras lo hacen entre los cuatro y nueve años. La edad promedio del primer parto es de 8,5 años y la fertilidad empieza a decaer a los veinticinco, sin gestaciones registradas por encima de los cuarenta y un años.
Las hembras generalmente tienen crías cada dos a tres años. La mayoría de los apareamientos ocurren entre febrero y mayo, pero algunos pueden ocurrir en otras épocas del año. Se han publicado datos de periodos de gestación que oscilan entre 12 a 14½ meses, pero información procedente de hembras en cautiverio registra un tiempo más prolongado con un promedio de duración de 475 días (15,8 meses).
El nacimiento de las crías durante el año varía según la ubicación. En el ártico canadiense, los partos ocurren desde marzo hasta septiembre, mientras que en la bahía de Hudson el pico de nacimientos sucede a finales del mes de junio y en Cumberland Sound la mayoría nacen a finales de julio y principios de agosto. Normalmente nacen en bahías y estuarios donde el agua es templada, con una temperatura de 10 a 15 °C. Las belugas recién nacidas son de color gris, tienen en promedio 1,5 metros de longitud y un peso de 80 kg; son capaces de nadar al lado de sus madres inmediatamente después del nacimiento. El recién nacido se alimenta bajo el agua e inicia la lactancia algunas horas después del nacimiento y de ahí en adelante lo hace con intervalos de una hora. Según investigaciones en animales cautivos, la composición de la leche varía entre individuos y fluctúa de acuerdo con la etapa de la lactancia; esta tiene en promedio un 28% de grasa, 11% de proteína, 60,3% de agua y menos del 1% de cenizas. La leche contiene aproximadamente 92 cal por cada onza.
Las crías dependen exclusivamente de la lactancia materna hasta el primer año de edad, momento en el que brota la dentadura. Para entonces empiezan a complementar la dieta con camarones y peces pequeños. La mayoría de los jóvenes continúan la lactancia hasta los veinte meses de edad, prolongándose más allá de los dos años en casos esporádicos. En cautiverio se ha observado cuidado aloparental (cuidado por hembras diferentes a la madre) hacia las crías con producción espontánea de leche por parte de las hembras que se prolonga por largos periodos de tiempo. Esto sugiere que este comportamiento, observado con frecuencia en los mamíferos, esté presente en las belugas en libertad.

### Comunicación y ecolocalización
Las belugas usan los sonidos y la ecolocalización para movilizarse, comunicarse, localizar respiraderos y cazar en la oscuridad o en agua turbia. Producen una serie de chasquidos en secuencia rápida; estos sonidos pasan por el melón que actúa como un lente acústico que los enfoca en un haz, el cual es proyectado hacia adelante penetrando el medio acuático que rodea el animal. Estos sonidos se propagan a través del agua a una velocidad cercana a 1,6 km por segundo, unas cuatro veces la velocidad del sonido en el aire. Las ondas sonoras producidas rebotan en los objetos dentro del agua y regresan en forma de ecos que son escuchados e interpretados por el animal. Por medio de este sistema pueden determinar la distancia, velocidad, tamaño, forma e incluso la estructura interna de los objetos dentro del agua. También usan esta habilidad para trasladarse entre las gruesas capas de hielo del Ártico y para ubicar polinias (aberturas en el hielo para respirar) o burbujas de aire atrapadas bajo la capa congelada.
Existe evidencia que estos animales son muy sensibles a la contaminación auditiva producida por el hombre. En un estudio un individuo produjo frecuencias máximas de 40 a 60 kHz en la bahía de San Diego, California y 100 a 120 kHz al ser trasladado a la bahía de Kaneohe en Hawái. Se cree que la diferencia en las frecuencias es una respuesta a la diferencia de ruido ambiental entre las dos regiones.
Estos cetáceos utilizan sonidos de alta frecuencia para comunicarse, los cuales en ocasiones son tan agudos que se les compara con pájaros; por ello son apodados «canarios marinos». Como los demás odontocetos, no poseen cuerdas vocales y los sonidos probablemente son producidos por el movimiento del aire entre los sacos nasales en la región del espiráculo.
La beluga se encuentra entre las especies de cetáceos más vocales. Utilizan sus vocalizaciones para ecolocalización, reproducción y comunicación. Poseen un gran repertorio, pues emiten al menos once sonidos diferentes similares a cacareos, silbidos, trinos y graznidos. También usan el lenguaje corporal crujiendo los dientes o chapoteando, pero es poco frecuente que realicen exhibiciones visuales con las aletas pectorales o caudales y tampoco realizan figuras o volteretas como lo hacen otras especies de odontocetos, en especial los delfines.
Un estudio de investigadores japoneses en el cual unas belugas fueron capaces de identificar tres objetos diferentes usando sonidos específicos para cada uno de ellos ofrece una esperanza a los humanos de establecer algún tipo de comunicación con los mamíferos marinos.

## Distribución

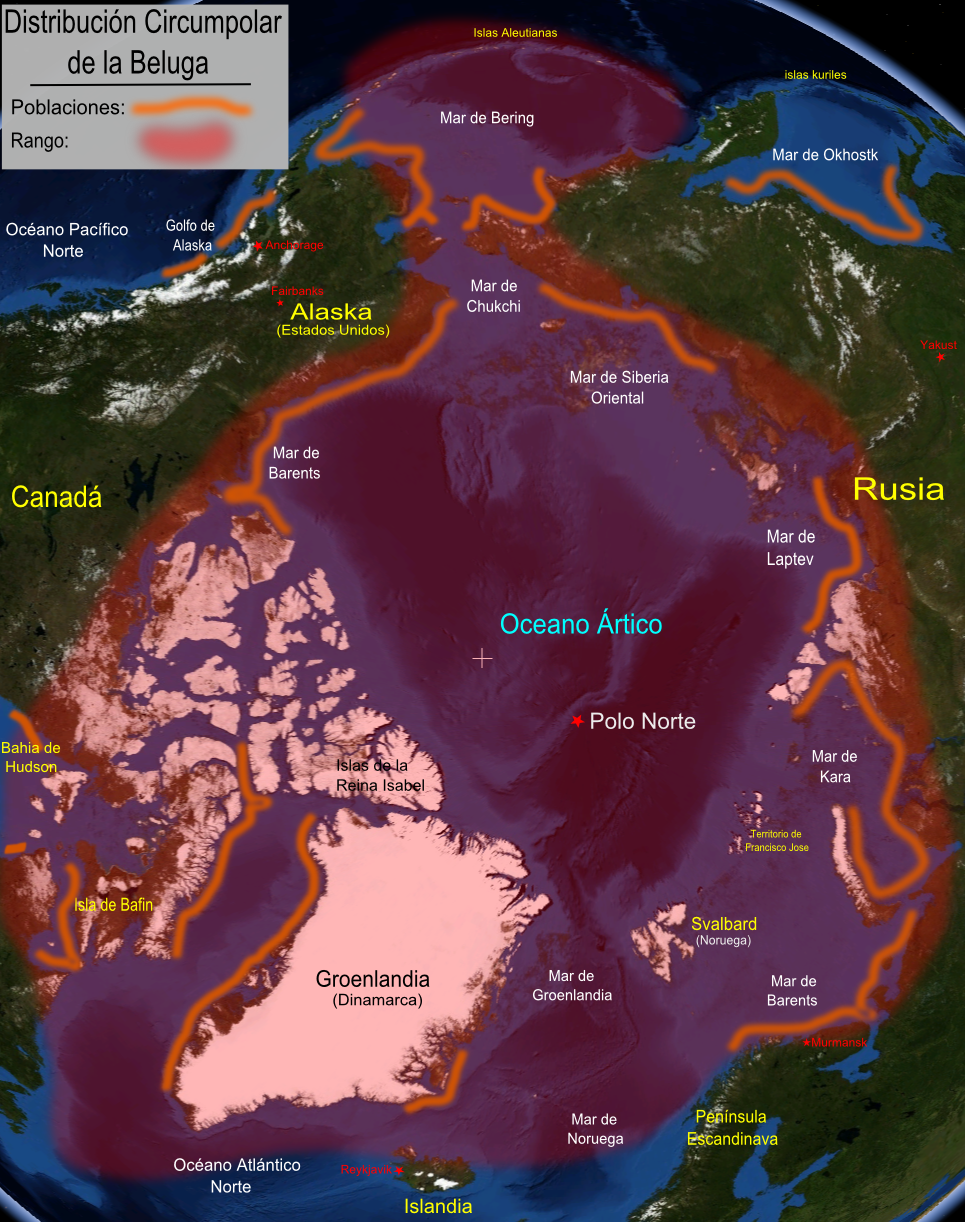
Distribución circumpolar de la beluga indicando las principales subpoblaciones

La beluga habita en toda la circunferencia del océano Ártico y los mares y costas adyacentes. Durante el verano se ubica principalmente en aguas de baja profundidad en las costas de Alaska, norte de Canadá, oeste de Groenlandia y norte de Rusia. Se pueden encontrar desde los 76° a 78° de latitud Norte, hasta los 80° Norte en algunas regiones del océano Ártico. Las poblaciones más extendidas hacia el sur comprenden grupos en el estuario del río San Lorenzo y del río Saguenay cerca de la villa de Tadoussac en Quebec, Canadá; en el Atlántico y el delta del río Amur; y en las aguas aledañas a las islas Chantar y la isla de Sajalín en el mar de Ojotsk.

### Migración
La beluga es una especie migratoria con patrón estacional. Cuando los sitios de verano se obstruyen por el hielo durante el otoño, la beluga se moviliza para afrontar el invierno en mar abierto y permanece al borde de las capas de hielo o bajo las áreas cubiertas por estas, sobreviviendo gracias a las brechas llamadas polinias por donde emergen para respirar. En verano tras el retiro de las capas de hielo se traslada a aguas costeras de baja profundidad (uno a tres metros), aunque algunas veces migra hacia aguas más profundas (>800 m). En esa época del año ocupa los estuarios y aguas aledañas a la plataforma continental y en ocasiones remonta los ríos. Existen algunos registros de grupos e individuos a cientos e incluso miles de kilómetros del océano. Los ríos que remontan con más frecuencia son el Dvina Septentrional, Mezén, Pechora, Obi y Yeniséi en Asia; el Yukón y Kuskokwim en Alaska y el San Lorenzo en Canadá. Se ha demostrado que la permanencia en ríos y estuarios le proporciona al animal un estímulo metabólico y facilita la renovación de la capa epidérmica que ocurre en forma estacional. Además estos sitios constituyen un refugio en el cual ponen a salvo de las orcas a los recién nacidos.
La época de las migraciones es bastante predecible y parece estar determinada fundamentalmente por la cantidad de luz y no por otros factores físicos o biológicos, incluidas las condiciones del hielo marino.
Algunas poblaciones no son migratorias. Existen grupos residentes en áreas bien definidas, por ejemplo en la ensenada de Cook, el estuario del río San Lorenzo y en Cumberland Sound. En la ensenada de Cook, entre el verano y finales del otoño, permanecen en las aguas más interiores de la ensenada y durante el invierno se dispersan a aguas más profundas en el centro de la misma, pero sin salir de ella durante todo el año.
Los animales que pasan el invierno en el centro y suroccidente del mar de Bering a lo largo de la costa de Rusia, al inicio del verano, en el mes de abril, se trasladan a la costa norte de Alaska y a la costa este de Rusia. Existen pruebas de que las poblaciones de la bahía de Ungava y del este y oeste de la bahía de Hudson pasan el invierno juntas en las capas de hielo del estrecho de Hudson, mientras que las poblaciones de los mares Blanco, de Kara y de Láptev lo hacen en el mar de Barents. En primavera los grupos se separan y migran a sus respectivos sitios de verano.

## Hábitat

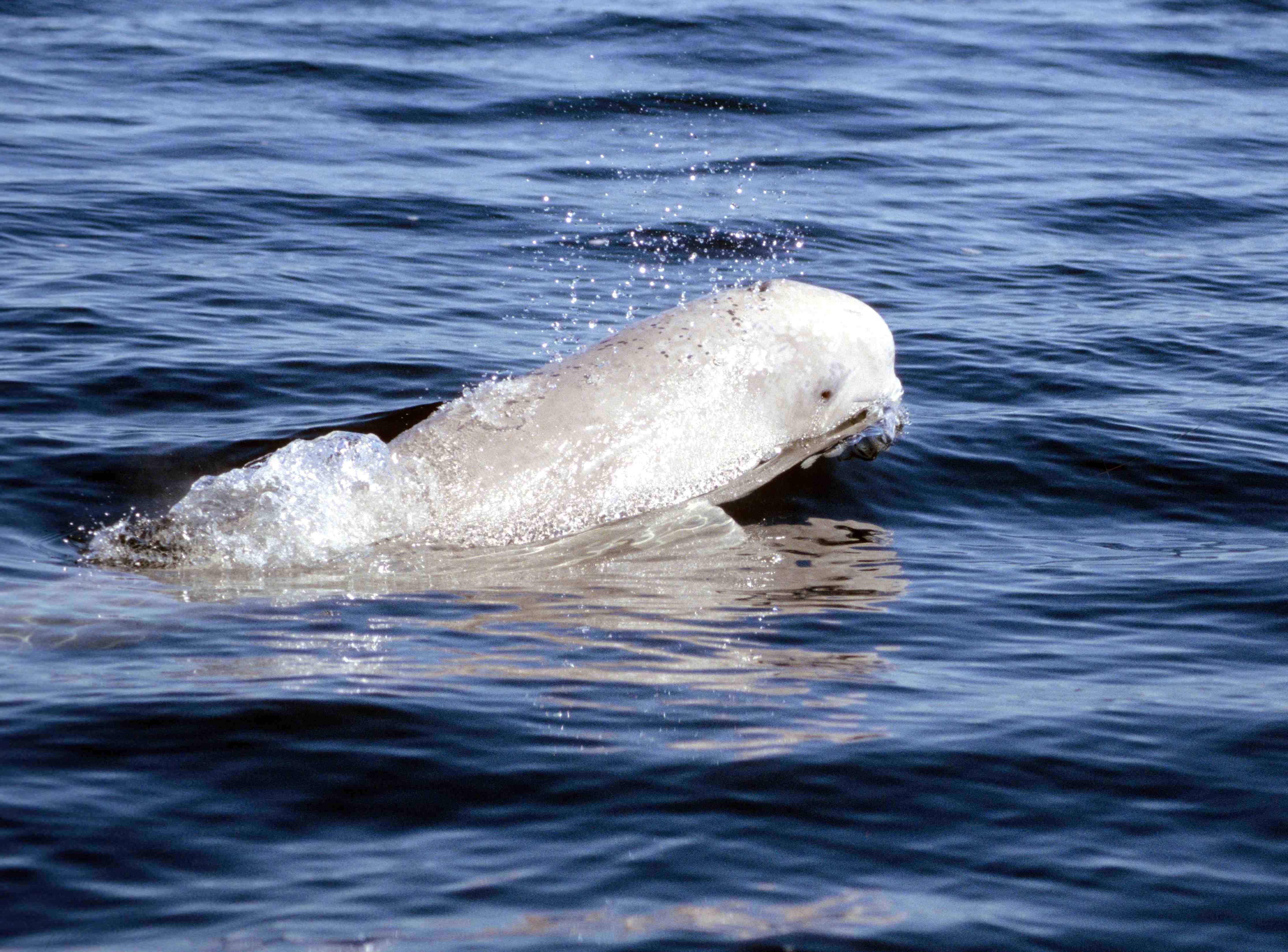
Beluga en la desembocadura del río Churchill en la bahía de Hudson, Canadá

El hábitat de las belugas es variado, aunque se observan con más frecuencia en aguas poco profundas cercanas a las costas; sin embargo, en algunas zonas se ha reportado que pasan la mayor parte del tiempo en aguas más profundas donde se alimentan y paren las crías.
En las regiones costeras se ubican en ensenadas, fiordos, canales, bahías y aguas poco profundas del océano Ártico que estén iluminadas constantemente con luz solar. También en verano es frecuente observarlas en los estuarios de los ríos donde se alimentan, socializan y dan a luz sus crías. Estas aguas usualmente tienen entre 8 a 10 °C. En la ensenada de Cook en Alaska las llanuras de marea son un predictor significativo de la ubicación de estos animales durante los primeros meses del verano. En el mar de Beaufort oriental, las hembras de beluga, con sus crías y machos jóvenes, prefieren las aguas abiertas cercanas a tierra firme; los machos adultos seleccionan las aguas cerradas y cubiertas de hielo cerca del archipiélago ártico mientras los machos pequeños y las hembras con crías más grandes se ubican cerca de la barrera de hielo. En general existe consenso con respecto a que la segregación de los hábitats de la belugas en el verano refleja diferencias en los hábitos alimenticios, el riesgo de depredación y la reproducción en cada una de las subpoblaciones.

## Población
La población global de belugas está constituida por subpoblaciones. El comité científico de la Comisión Ballenera Internacional (CBI 2000) organizó la información sobre la base de veintinueve subpoblaciones de estos animales, ubicadas en los sitios que se relacionan a continuación.
Subpoblaciones de beluga.
| 1. Ensenada de Cook 2. Bahía de Bristol 3. Mar de Bering Oriental 4. Mar de Chukotka Oriental 5. Mar de Beaufort 6. Aguas del Norte 7. Groenlandia Occidental 8. Cumberland Sound |  | 9. Bahía de Frobisher 10. Bahía de Ungava 11. Cuenca Foxe 12. Bahía de Hudson Occidental 13. Bahía de Hudson (Sur) 14. Bahía James 15. Bahía de Hudson Oriental 16. Río San Lorenzo |  | 17. Svalbard 18. Tierra de Francisco José 19. Golfo del Obi 20. Golfo de Yeniséi 21. Golfo de Onega 22. Bahía de Menzen 23. Bahía Dvina 24. Mar de Láptev |  | 25. Mar de Chukotka Occidental - Mar de Siberia Oriental 26. Golfo del Anádyr 27. Golfo de Shélijov 28. Isla de Sajalín - Amur 29. Islas Chantar |  |  |

Algunos de estos grupos están superpuestos geográficamente o lo están temporalmente durante las estaciones, lo que complica la estimación del tamaño de estas poblaciones. Según la Unión Internacional para la Conservación de la Naturaleza (UICN) la población mundial de belugas para 2008 era de 150 000 animales.
Las siguientes son las cifras estimadas por cada una de las subpoblaciones o regiones donde se realizaron observaciones o estudios a finales de la década de 1990 y principios de la primera década de este siglo. La mayor parte de las estimaciones se basaron en observaciones aéreas.
| Región                   | Subpoblación                    | Cantidad estimada | Observación                                                        |
| ------------------------ | ------------------------------- | ----------------- | ------------------------------------------------------------------ |
| Alaska                   | Ensenada de Cook                | 302 y 375         | Última estimación en mayo de 2008                                  |
| Alaska                   | Bahía de Bristol                | 1555, 2133 y 1642 | Datos extrapolados de medidas directas                             |
| Alaska                   | Mar de Bering Oriental          | 18 142            | La población fue estimada incorrectamente en 5868 para el año 2000 |
| Alaska                   | Mar de Chukotka Oriental        | 3710              |                                                                    |
| Entre Alaska y Canadá    | Mar de Beaufort Oriental        | 39 258            | Medición realizada en 1992, población corregida en 2005            |
| Canadá                   | Cumberland Sound                | 1500              | Se cree que la población está aumentando desde 1980                |
| Canadá                   | Bahía de Ungava                 | <50               | Población demasiado pequeña para estimar                           |
| Canadá                   | Bahía de Hudson Occidental      | >23 000           |                                                                    |
| Canadá                   | Bahía de Hudson Oriental        | 3100              | La población ha declinado de 4200 en 1985 a 3100 en 2004           |
| Canadá                   | Río San Lorenzo                 | 900 - 1000        | No se ha realizado estudio extenso desde 1988                      |
| Canadá                   | Ártico Oriental/Bahía de Baffin | 21 213            |                                                                    |
| Entre Canadá/Groenlandia | Oeste de Groenlandia            | 7941              | Datos corregidos en 2002                                           |
| Svalbard                 | Svalbard                        | Sin estimación    | No se han realizado estudios en los alrededores de Svalbard        |
| Rusia                    | Ártico ruso Oriental y central  | Sin estimación    | Se calculan de 18 000 a 20 000 en el mar de Ojotsk                 |
| Rusia                    | Ártico ruso Occidental          | Sin estimación    | La zona comprende los mares de Barents, Blanco, Kara, y Laptev     |

## Amenazas

### Caza de belugas

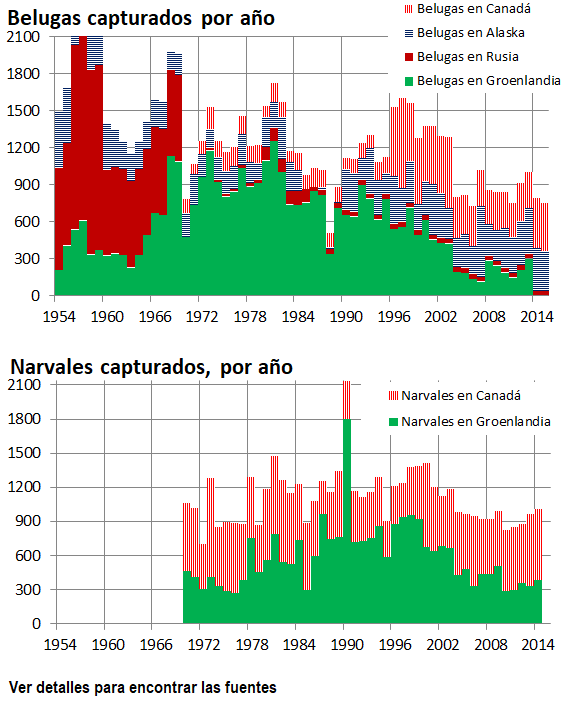
Belugas y narvales capturados por humanos

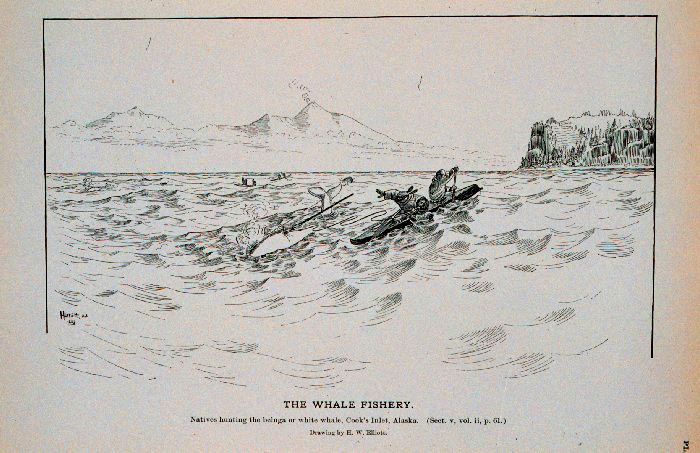
Ilustración de 1883 que muestra a los inuit arponeando una beluga en la ensenada de Cook, Alaska

Las belugas han sido cazadas durante siglos. Desde la antigüedad los habitantes nativos de la región ártica de Canadá, Alaska y Rusia han capturado estos animales, primordialmente por su carne, grasa y piel. La piel curtida es la única entre los cetáceos lo suficientemente gruesa para ser usada como cuero. Debido a los patrones de migración predecibles y la alta concentración de la población en los estuarios y zonas aledañas a las costas durante el verano, son presas fáciles durante esta época.
En los siglos XVIII y XIX, la caza comercial por parte de balleneros europeos y americanos causó una disminución de la población de estos cetáceos en el Ártico canadiense. Aparte del consumo de carne y grasa, en Europa se usó el aceite de melón como lubricante para relojes, maquinaria y para iluminar los faros. Alrededor de 1860, el aceite mineral remplazó al de origen animal, pero la captura de estos animales continuó vigente. Desde 1863, se descubrió que los cueros curtidos podrían ser utilizados para la fabricación de arneses para caballos, cinturones de aserradero y cordones para zapatos. Estos productos de valor agregado contribuyeron a perpetuar la caza durante el resto del siglo XIX e inicios del siglo XX. De 1868 a 1911, los balleneros escoceses y americanos capturaron más de 20 000 belugas en estrecho de Lancaster y el estrecho de Davis.
En la década de 1920, los pescadores del estuario del río San Lorenzo culparon a las belugas de ser una amenaza para la industria pesquera por alimentarse, supuestamente, de grandes cantidades de bacalaos, salmones, atunes y otros peces básicos para la subsistencia de los pobladores de la región. En consecuencia se consideró como un habitante indeseable del estuario e incluso el gobierno de Quebec en 1928 ofreció una recompensa de 15 dólares por cada animal muerto. En 1938 el Departamento de Pesca de Quebec emprendió un estudio para determinar la influencia de este cetáceo en las poblaciones de peces, mientras la persecución continuó con un número indeterminado de muertes hasta la década de 1950, cuando se concluyó que la supuesta voracidad de este animal estaba sobrestimada.
Los nativos inuit del Ártico todavía mantienen la caza de subsistencia para la obtención de alimento y materias primas. Esta práctica es parte de su cultura, pero existe la inquietud que el total de capturas sea demasiado alta para el sostenimiento de la población. Las muertes anuales suman de 200 a 550 en Alaska y alrededor de 1000 en Canadá. Sin embargo, en áreas como la ensenada de Cook, la bahía de Ungava y Groenlandia occidental, las capturas realizadas previamente colocaron a las poblaciones en peligro y las realizadas por los inuit continúan en estas áreas, lo que provoca que algunas poblaciones continúan decreciendo. Estos sitios son el foco de discusión entre estas comunidades y el gobierno de Canadá con el fin de proveer una cacería sustentable sin poner en riesgo la especie.

### Capturas beluga por ubicación
| Mar de Beaufort, Mackenzie, Paulatuk, Canadá | Nunavut, Canadá | Nunavik, Quebec, Canadá | Océano Ártico + Mar de Bering, Rusia | Mar de Ojotsk, Rusia                                                            | Año     | Total Canadá                                 | Groenlandia | URSS + Rusia                                 | EE. UU. (Alaska)                                                                        | Total mundial, incompleto | Perdido en el mar como % de capturado                   |
| -------------------------------------------- | --------------- | ----------------------- | ------------------------------------ | ------------------------------------------------------------------------------- | ------- | -------------------------------------------- | ----------- | -------------------------------------------- | --------------------------------------------------------------------------------------- | ------------------------- | ------------------------------------------------------- |
|                                              |                 |                         |                                      |                                                                                 | 2017    |                                              |             |                                              |                                                                                         |                           |                                                         |
|                                              |                 | 157                     |                                      | 40                                                                              | 2016    | 157                                          | 203         | 40                                           |                                                                                         |                           |                                                         |
| 82                                           |                 | 303                     |                                      | 40                                                                              | 2015    | 385                                          | 125         | 40                                           | 326                                                                                     | 876                       |                                                         |
| 104                                          |                 | 302                     |                                      | 40                                                                              | 2014    | 406                                          | 271         | 40                                           | 346                                                                                     | 1063                      |                                                         |
| 90                                           |                 | 207                     |                                      | 40                                                                              | 2013    | 297                                          | 304         | 40                                           | 367                                                                                     | 1008                      |                                                         |
| 98                                           |                 | 207                     |                                      | 40                                                                              | 2012    | 305                                          | 211         | 40                                           | 360                                                                                     | 916                       | 4%                                                      |
| 70                                           |                 | 207                     |                                      | 40                                                                              | 2011    | 277                                          | 150         | 40                                           | 288                                                                                     | 755                       | 3%                                                      |
| 90                                           |                 | 207                     |                                      | 40                                                                              | 2010    | 297                                          | 190         | 40                                           | 318                                                                                     | 845                       | 3%                                                      |
| 96                                           |                 | 207                     |                                      | 40                                                                              | 2009    | 303                                          | 245         | 40                                           | 253                                                                                     | 841                       | 6%                                                      |
| 73                                           |                 | 207                     |                                      | 40                                                                              | 2008    | 280                                          | 287         | 40                                           | 254                                                                                     | 861                       | 8%                                                      |
| 83                                           |                 | 207                     |                                      | 40                                                                              | 2007    | 290                                          | 116         | 40                                           | 576                                                                                     | 1022                      | 2%                                                      |
| 122                                          |                 | 207                     |                                      | 40                                                                              | 2006    | 329                                          | 138         | 40                                           | 226                                                                                     | 733                       | 3%                                                      |
| 106                                          |                 | 207                     |                                      | 40                                                                              | 2005    | 313                                          | 184         | 40                                           | 282                                                                                     | 819                       | 2%                                                      |
| 132                                          |                 | 207                     |                                      | 40                                                                              | 2004    | 339                                          | 193         | 40                                           | 234                                                                                     | 806                       | 8%                                                      |
| 115                                          | 250             | 207                     |                                      | 40                                                                              | 2003    | 572                                          | 424         | 40                                           | 251                                                                                     | 1287                      | 9%                                                      |
| 86                                           | 170             | 210                     |                                      | 40                                                                              | 2002    | 466                                          | 430         | 40                                           | 362                                                                                     | 1298                      | 3%                                                      |
| 95                                           |                 | 370                     |                                      | 40                                                                              | 2001    | 465                                          | 456         | 40                                           | 416                                                                                     | 1377                      | 1%                                                      |
| 84                                           | 116             | 243                     |                                      | 40                                                                              | 2000    | 443                                          | 616         | 40                                           | 280                                                                                     | 1379                      | 8%                                                      |
| 86                                           | 207             | 243                     |                                      | 40                                                                              | 1999    | 536                                          | 492         | 40                                           | 217                                                                                     | 1285                      | 20%                                                     |
| 86                                           | 137             | 243                     |                                      | 40                                                                              | 1998    | 466                                          | 714         | 40                                           | 342                                                                                     | 1562                      | 22%                                                     |
| 114                                          | 376             | 243                     |                                      | 40                                                                              | 1997    | 733                                          | 557         | 40                                           | 276                                                                                     | 1606                      | 22%                                                     |
| 120                                          | 203             | 243                     |                                      | 40                                                                              | 1996    | 566                                          | 541         | 40                                           | 389                                                                                     | 1536                      | 26%                                                     |
| 129                                          |                 |                         |                                      | 40                                                                              | 1995    | 129                                          | 784         | 40                                           | 171                                                                                     | 1124                      | 22%                                                     |
| 141                                          |                 |                         |                                      | 40                                                                              | 1994    | 141                                          | 618         | 40                                           | 285                                                                                     | 1084                      | 22%                                                     |
| 110                                          |                 |                         |                                      | 40                                                                              | 1993    | 110                                          | 790         | 40                                           | 369                                                                                     | 1309                      | 18%                                                     |
| 121                                          |                 |                         |                                      | 40                                                                              | 1992    | 121                                          | 900         | 40                                           | 181                                                                                     | 1242                      | 13%                                                     |
| 116                                          |                 |                         |                                      | 40                                                                              | 1991    | 116                                          | 644         | 40                                           | 315                                                                                     | 1115                      | 16%                                                     |
| 87                                           |                 |                         |                                      | 40                                                                              | 1990    | 87                                           | 657         | 40                                           | 335                                                                                     | 1119                      | 24%                                                     |
| 117                                          |                 |                         |                                      | 40                                                                              | 1989    | 117                                          | 712         | 40                                           | 13                                                                                      | 882                       | 15%                                                     |
| 116                                          |                 |                         |                                      | 40                                                                              | 1988    | 116                                          | 338         | 40                                           | 19                                                                                      | 513                       | 19%                                                     |
| 144                                          |                 |                         |                                      | 40                                                                              | 1987    | 144                                          | 819         | 40                                           | 22                                                                                      | 1025                      | 13%                                                     |
| 150                                          |                 |                         |                                      | 40                                                                              | 1986    | 150                                          | 848         | 40                                           | 0                                                                                       | 1038                      | 15%                                                     |
| 120                                          |                 |                         | 110                                  | 0                                                                               | 1985    | 120                                          | 755         | 110                                          | 0                                                                                       | 985                       | 17%                                                     |
| 141                                          |                 |                         | 110                                  | 0                                                                               | 1984    | 141                                          | 738         | 110                                          | 170                                                                                     | 1159                      | 20%                                                     |
| 86                                           |                 |                         | 110                                  | 0                                                                               | 1983    | 86                                           | 742         | 110                                          | 235                                                                                     | 1173                      | 20%                                                     |
| 126                                          |                 |                         | 110                                  | 0                                                                               | 1982    | 126                                          | 1003        | 110                                          | 335                                                                                     | 1574                      | 19%                                                     |
| 155                                          |                 |                         | 110                                  | 0                                                                               | 1981    | 155                                          | 1256        | 110                                          | 209                                                                                     | 1730                      | 20%                                                     |
| 85                                           |                 |                         | 110                                  | 0                                                                               | 1980    | 85                                           | 1096        | 110                                          | 249                                                                                     | 1540                      | 23%                                                     |
| 144                                          |                 |                         | 26                                   | 0                                                                               | 1979    | 144                                          | 915         | 26                                           | 138                                                                                     | 1223                      | 22%                                                     |
| 129                                          |                 |                         | 26                                   | 0                                                                               | 1978    | 129                                          | 887         | 26                                           | 177                                                                                     | 1219                      | 25%                                                     |
| 148                                          |                 |                         | 26                                   | 0                                                                               | 1977    | 148                                          | 1037        | 26                                           | 247                                                                                     | 1458                      | 22%                                                     |
| 154                                          |                 |                         | 26                                   | 0                                                                               | 1976    | 154                                          | 845         | 26                                           | 186                                                                                     | 1211                      | 28%                                                     |
| 149                                          |                 |                         | 23                                   | 0                                                                               | 1975    | 149                                          | 807         | 23                                           | 185                                                                                     | 1164                      | 23%                                                     |
| 128                                          |                 |                         | 23                                   | 0                                                                               | 1974    | 128                                          | 921         | 23                                           | 184                                                                                     | 1256                      | 25%                                                     |
| 178                                          |                 |                         | 23                                   | 0                                                                               | 1973    | 178                                          | 1179        | 23                                           | 150                                                                                     | 1530                      | 23%                                                     |
| 113                                          |                 |                         |                                      | 0                                                                               | 1972    | 113                                          | 968         | 0                                            | 180                                                                                     | 1261                      | 21%                                                     |
| 79                                           |                 |                         |                                      | 0                                                                               | 1971    | 79                                           | 740         | 0                                            | 250                                                                                     | 1069                      | 23%                                                     |
| 115                                          |                 |                         |                                      | 0                                                                               | 1970    | 115                                          | 475         | 0                                            | 200                                                                                     | 790                       | 25%                                                     |
|                                              |                 |                         | 700                                  | 0                                                                               | 1969    |                                              | 1089        | 700                                          | 170                                                                                     | 1959                      | 25%                                                     |
| 14                                           |                 |                         | 700                                  | 0                                                                               | 1968    |                                              | 1134        | 700                                          | 150                                                                                     | 1984                      | 26%                                                     |
| 40                                           |                 |                         | 700                                  | 0                                                                               | 1967    |                                              | 655         | 700                                          | 225                                                                                     | 1580                      | 24%                                                     |
| 96                                           |                 |                         | 700                                  | 0                                                                               | 1966    |                                              | 671         | 700                                          | 225                                                                                     | 1596                      | 23%                                                     |
| 70                                           |                 |                         | 700                                  | 0                                                                               | 1965    |                                              | 493         | 700                                          | 225                                                                                     | 1418                      | 21%                                                     |
| 45                                           |                 |                         | 700                                  | 0                                                                               | 1964    |                                              | 331         | 700                                          | 225                                                                                     | 1256                      | 22%                                                     |
| 94                                           |                 |                         | 700                                  | 0                                                                               | 1963    |                                              | 230         | 700                                          | 225                                                                                     | 1155                      | 21%                                                     |
| 96                                           |                 |                         | 700                                  | 0                                                                               | 1962    |                                              | 330         | 700                                          | 225                                                                                     | 1255                      | 24%                                                     |
| 145                                          |                 |                         | 700                                  | 0                                                                               | 1961    |                                              | 345         | 700                                          | 300                                                                                     | 1345                      | 27%                                                     |
| 145                                          |                 |                         | 700                                  | 0                                                                               | 1960    |                                              | 326         | 700                                          | 375                                                                                     | 1401                      | 22%                                                     |
|                                              |                 |                         | 700                                  | 800                                                                             | 1959    |                                              | 373         | 1,500                                        | 450                                                                                     | 2323                      | 24%                                                     |
|                                              |                 |                         | 700                                  | 800                                                                             | 1958    |                                              | 334         | 1,500                                        | 450                                                                                     | 2284                      | 23%                                                     |
|                                              |                 |                         | 700                                  | 800                                                                             | 1957    |                                              | 612         | 1500                                         | 450                                                                                     | 2562                      | 26%                                                     |
|                                              |                 |                         | 700                                  | 800                                                                             | 1956    |                                              | 536         | 1500                                         | 450                                                                                     | 2486                      | 25%                                                     |
|                                              |                 |                         | 700                                  | 130                                                                             | 1955    |                                              | 409         | 830                                          | 450                                                                                     | 1689                      | 24%                                                     |
|                                              |                 |                         | 700                                  | 130                                                                             | 1954    |                                              | 209         | 830                                          | 450                                                                                     | 1489                      | 28%                                                     |
| 1960-1984 1970-99 2013-15 2000-2012          | Arviat          | 1996-2002 2003-16       | 1954-1985 cita documentos Rusos      | El servicio nacional de pesca marítima de Estados Unidos cita un documento ruso | Fuentes | Total de columnas a la izquierda, incompleto | 1954-2016   | Total de columnas a la izquierda, incompleto | 1954-1984 con citas anteriores 1987-90 ensenada de Cook 1990-2011 2012-2015 +Cook Inlet | Total de otras columnas   | Fuente Groenlandia 1954-1999, Fuente Beaufort 2000-2012 |

### Depredadores

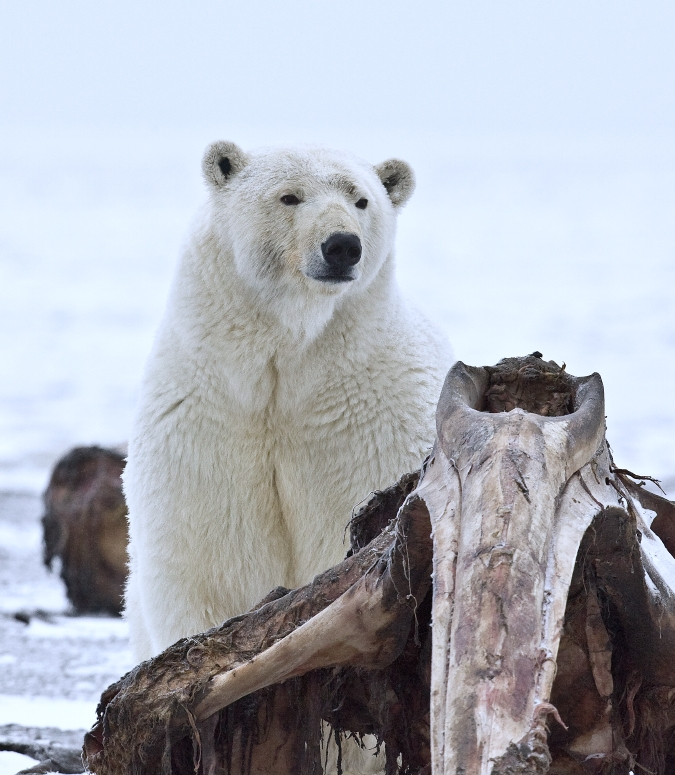
Oso polar junto a los restos de un cetáceo

Los únicos predadores naturales de las belugas son los osos polares y las orcas.
Durante el invierno es frecuente que estos cetáceos resulten atrapados en trampas de hielo sin posibilidad de escapar a mar abierto, del cual quedan separados por varios kilómetros. Los osos aprovechan la situación y las localizan por medio del olfato o cuando emergen para respirar; entonces las golpean, las atrapan y arrastran fuera del agua sobre la capa superficial de hielo para devorarlas. Pueden capturar ejemplares grandes, ya que está documentada la captura de un animal de 935 kg por parte de un oso que pesaba entre 150 y 180 kg.
La orca es el otro predador que puede capturar con éxito tanto a las crías como a los adultos. Estos cetáceos cosmopolitas, ya que habitan todos los mares del mundo, ocupan la región subártica y comparten gran parte del hábitat de las belugas. Se han reportado ataques principalmente en aguas de Groenlandia, Rusia, Canadá y Alaska. En la ensenada de Cook se han documentado varias muertes y existe preocupación porque esto impida la recuperación de esta subpoblación, ya disminuida al extremo por la caza. Las orcas llegan en otoño, a principios del mes de agosto, pero las belugas en ocasiones las pueden escuchar y evadir. Las poblaciones que permanecen cerca o bajo las capas de hielo tienen cierta protección pues la enorme aleta dorsal, de hasta dos metros de longitud, les impide a las orcas maniobrar por debajo de los témpanos de hielo o acercarse lo suficiente a los respiraderos.

### Contaminación

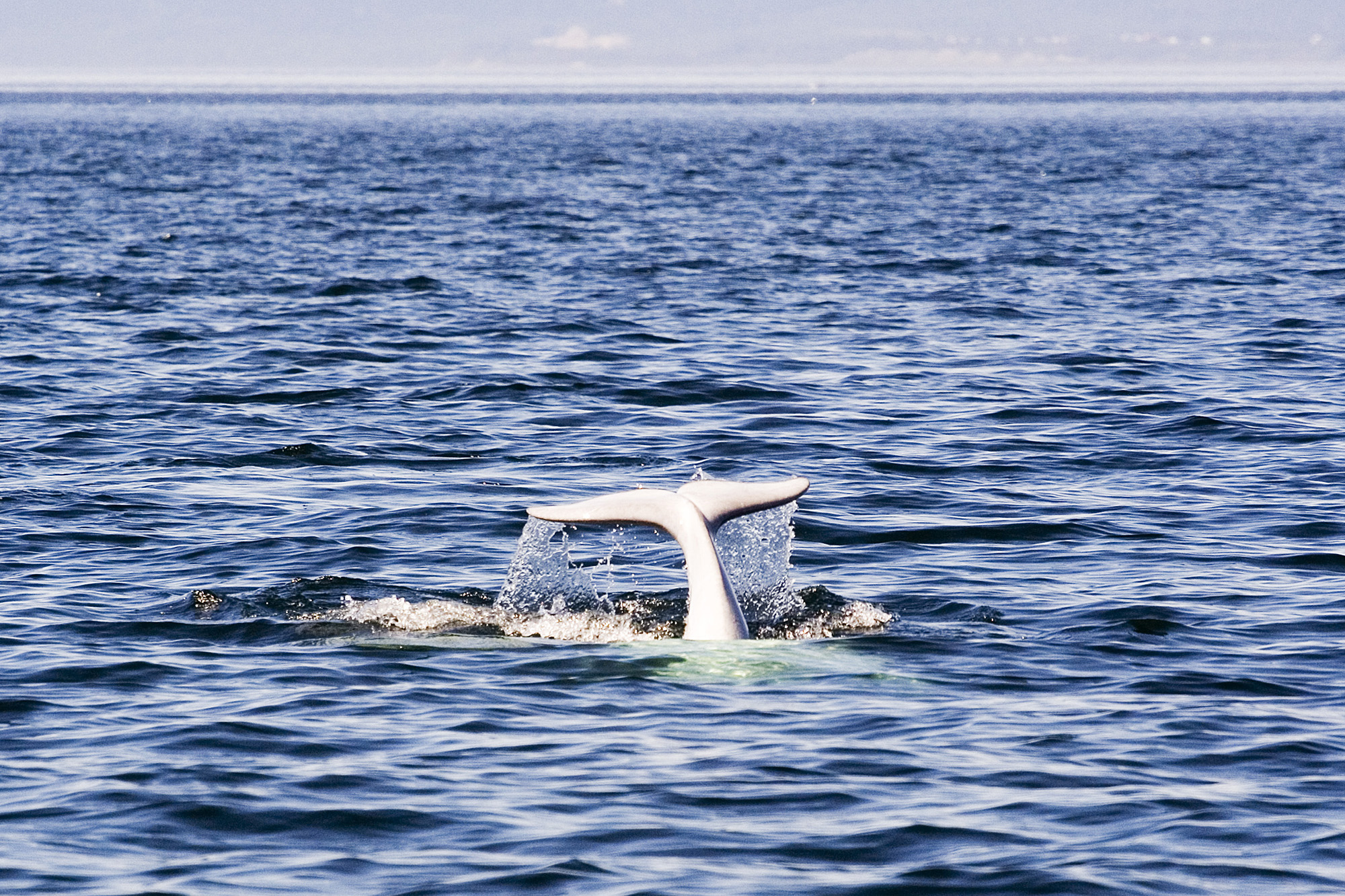
Beluga en la confluencia de los ríos San Lorenzo y Saguenay

Como consecuencia de la congregación de belugas en los estuarios de los ríos, la polución causada por los humanos puede representar un riesgo significativo para su salud. En la población del río San Lorenzo se ha demostrado la existencia de substancias químicas tóxicas tales como dicloro difenil tricloroetano (DDT) y metales pesados como plomo, mercurio y cadmio. También se han encontrado niveles entre 240 ppm y 800 ppm de bifenilos policlorados en el cerebro, hígado y músculos de las ballenas, siendo los machos quienes poseen los niveles más altos. El nivel hallado de estos compuestos es significativamente superior al encontrado en las poblaciones que habitan el Ártico. Está comprobado que estas substancias tienen un efecto adverso sobre estos cetáceos, como la aparición de cánceres, patologías reproductivas y deterioro del sistema inmunológico haciendo a los animales más susceptibles a neumonías, úlceras, quistes, tumores e infecciones bacterianas. A pesar de que las poblaciones con mayor riesgo son las que frecuentan los ríos, en grupos de animales que habitan el mar abierto se han documentado niveles altos de zinc, cadmio, mercurio y selenio en los músculos, hígado y riñón.
Entre 1983 y 1999, se examinaron los cuerpos de 129 belugas adultas del río San Lorenzo y se descubrió que el 27% había padecido cáncer. Este porcentaje es más alto que el documentado en otras poblaciones de esta especie y muy superior a los otros cetáceos y la mayoría de mamíferos terrestres, siendo solo equiparable a los diagnosticados en humanos y algunos animales domésticos. Por ejemplo, la frecuencia de cáncer intestinal en este lugar es mucho mayor que la encontrada en humanos y se cree que esta condición está directamente relacionada con los ambientes contaminados, en este caso por hidrocarburos aromáticos policíclicos. Esto coincide con la afectación más alta en humanos residentes en el área. La alta prevalencia de tumores sugiere que los contaminantes identificados en los animales que habitan el estuario tienen un efecto carcinogénico directo o al menos propician un deterioro inmunológico que disminuye la resistencia a los mismos.
Las molestias ocasionadas por las actividades de los humanos también pueden ser una amenaza para la especie. La contaminación acústica por parte de las embarcaciones parece afectar a estos animales. Por ejemplo, se encontró una correlación entre el tránsito de belugas por la desembocadura del río Saguenay (disminuido en el 60%) y las actividades recreativas con botes a motor en el área. También se encontró una reducción drástica de llamados (de 3,4 a 10,5 llamados/min a 0 o <1) entre los animales, después de la exposición al ruido producido por los buques, siendo más persistente e intensa con embarcaciones grandes como los transbordadores que con navíos más pequeños. Pueden detectar a gran distancia, incluso a 50 km, la presencia de buques grandes (por ejemplo rompehielos) y los evitan moviéndose rápidamente en dirección contraria o perpendicular siguiendo los bordes del hielo desplazándose, incluso, hasta 80 km para eludirlos. La presencia de navíos produce reacciones de evitación induciendo grandes inmersiones para alimentarse, disgregación de los grupos y asincronía en el buceo.

### Patógenos

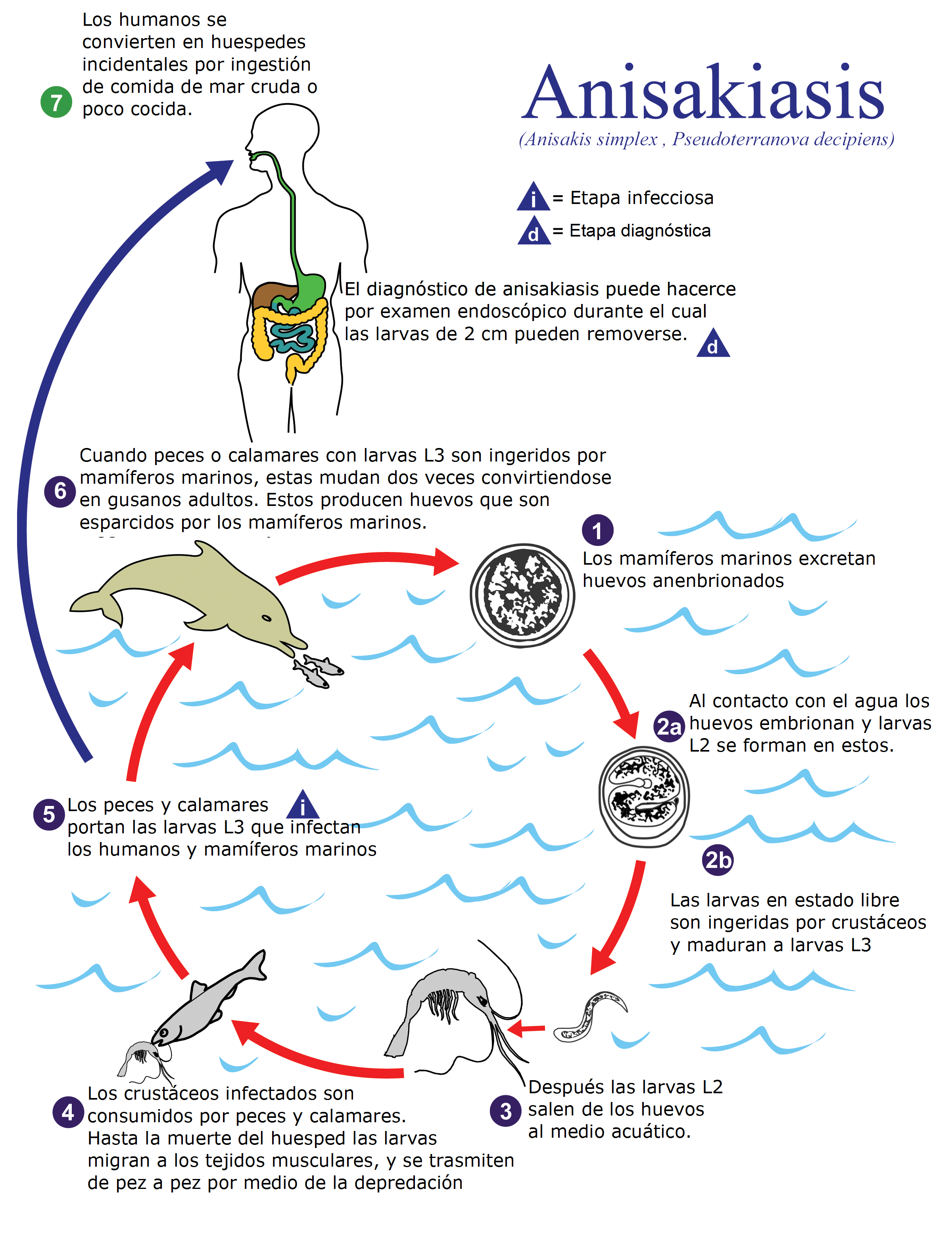
Ciclo del parásito Anisakis simplex, causante de la anisakiasis en mamíferos marinos

Como en cualquier población animal, existen gran número de patologías que le causan alteraciones y muerte a las belugas. Estas incluyen una variedad de enfermedades producidas por virus, bacterias y hongos que les ocasionan principalmente infecciones cutáneas, intestinales y respiratorias.
Se ha encontrado papilomavirus en el estómago de las belugas del río San Lorenzo. También se ha detectado infección por herpesvirus y se han presentado algunos casos de encefalitis ocasionada por el protozoario Sarcocystis. Se han documentado ciliados colonizando el espiráculo pero parecen no ser patógenos o por lo menos son poco nocivos.
La bacteria Erysipelothrix rhusiopathiae, que proviene probablemente de peces contaminados de su dieta, puede amenazar las belugas en cautiverio causándoles anorexia, placas y lesiones en la dermis que pueden producir septicemia. Esta condición puede causarles la muerte si no es diagnosticada y tratada a tiempo con antibióticos como la ciprofloxacino.
En un estudio realizado en varios individuos de ambos sexos para documentar la infección por helmintos se comprobó la presencia de larvas de una especie del género Contracaecum en el estómago y el intestino, Anisakis simplex en el estómago, Pharurus pallasii en los conductos auditivos, Hadwenius seymouri en el intestino y Leucasiella arctica en el recto.

## Relación con humanos

### Cautiverio

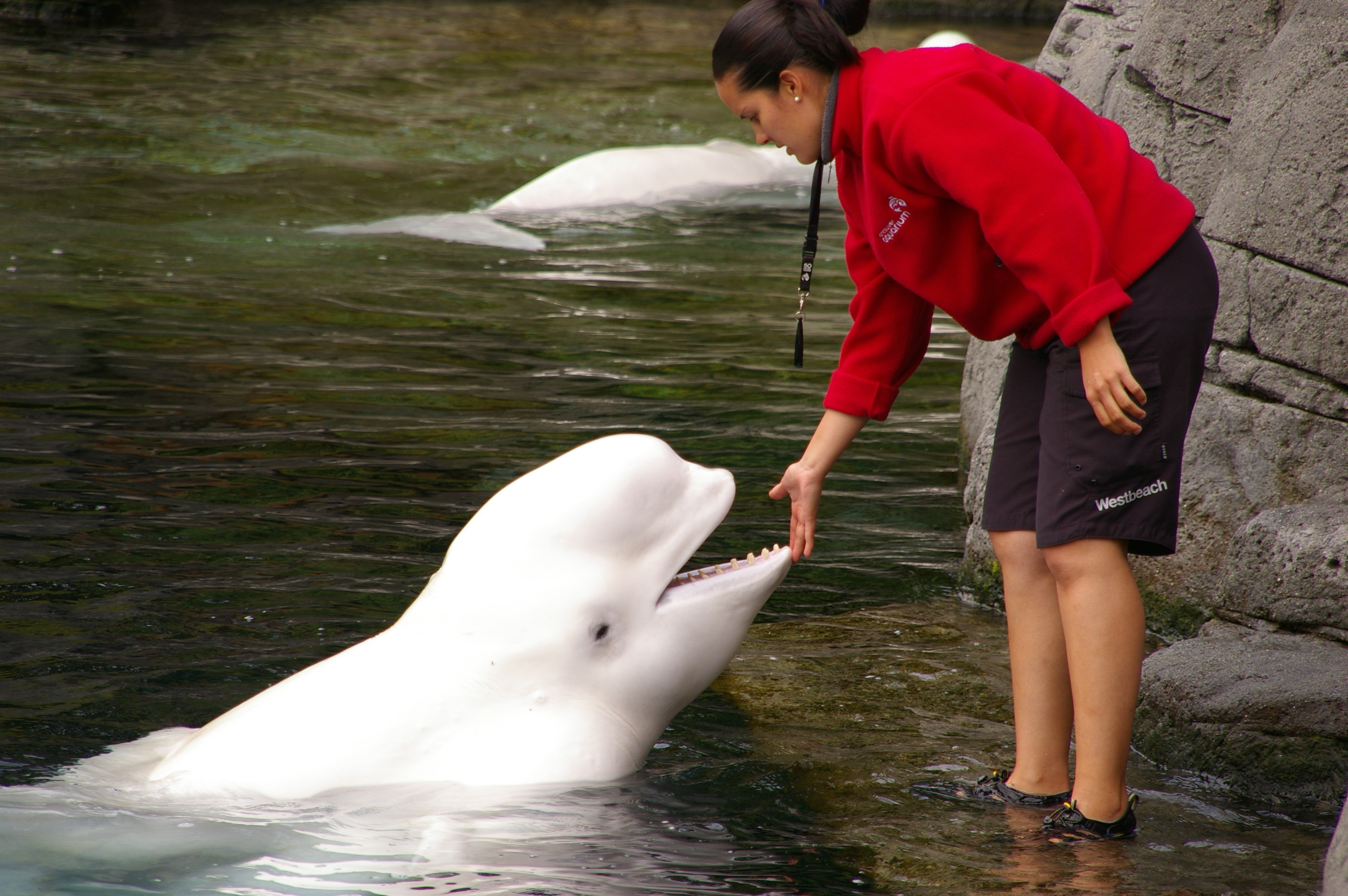
Beluga en cautiverio en revisión de su estado de salud, en el acuario de Vancouver, Canadá

Las belugas se encuentran entre los primeros cetáceos puestos en cautiverio. La primera de ellas fue exhibida en 1861 en el Museo Americano de Barnum, en la ciudad de Nueva York. Durante el siglo XX, el país donde se realizaron más capturas con fines de exhibición fue Canadá. Durante el trascurso del siglo hasta principios de la década de 1960 fueron sustraídas del estuario del río San Lorenzo y a partir de 1967 se inició la captura en el estuario del río Churchill. En este sitio desde ese año hasta 1992, cuando se prohibió esta práctica, se capturaron 68 ejemplares. Después que Canadá dejara de ser el proveedor de estos animales a raíz de la prohibición, Rusia se convirtió en el abastecedor más grande de belugas para los acuarios del mundo. Los ejemplares son capturados en el delta del río Amur y los mares del extremo oriente del país y de allí son trasportados a acuarios en Moscú, San Petersburgo y Sochi; el resto son exportados a otros países incluido Canadá.
Para 2006 seguía siendo una de las especies de cetáceo mantenidas en acuarios y parques de vida libre en América del Norte, Europa y Asia. Para ese año se exhibían en acuarios, treinta belugas en Canadá y veintiocho en los Estados Unidos, donde se habían reportado hasta entonces cuarenta y dos muertes en cautiverio. Para ese mismo año un ejemplar podía valer en el mercado hasta US$ 100 000. Este cetáceo es popular entre los visitantes debido a su color blanco y la amplia gama de expresiones faciales y movimientos cefálicos. Esto último es posible gracias a la movilidad adicional proporcionada por tener vértebras cervicales no fusionadas.
La mayoría de las belugas encontradas en los acuarios han sido sustraídas de la naturaleza, debido a que los programas de reproducción en cautiverio han tenido poco éxito. Por ejemplo, para 2010 en el acuario de Vancouver, Canadá, solo dos belugas llamadas Qila y su hija Tiqa permanecían con vida, luego de nacer en cautiverio quince y dos años atrás, respectivamente. Otras tres que nacieron en el mismo sitio fallecieron antes de los tres años.
La Armada de los Estados Unidos de 1960 hasta 1992, desarrolló un programa que, entre otros fines, pretendía estudiar la capacidad de los mamíferos marinos para la ecolocalización con el objeto de diseñar métodos más eficientes para detectar objetos bajo el agua. El programa inició con delfines pero numerosas belugas fueron incorporadas a este en 1975. Este programa incluía también entrenamiento para entrega de materiales y equipos bajo el agua a buceadores, ubicación de objetos perdidos, vigilancia de botes y submarinos y monitorización bajo el agua usando cámaras sujetas a la boca. Un programa similar fue implementado por la Armada de Rusia durante la Guerra Fría, en el que además fueron entrenadas para contrarrestar minas navales en aguas del Ártico.
En noviembre de 2006, en el oceanográfico de Valencia (España) nació la primera beluga en cautividad de Europa. Este ejemplar, que al nacer midió 1,20 metros y pesó 90 kg murió a los 25 días, tras sufrir complicaciones metabólicas e infecciosas al no poder alimentarse adecuadamente. El 15 de noviembre de 2016 nació una segunda cría, engendrada por inseminación natural, que mostró dificultades para se amamantada. Consiguió sobrevivir gracias a los cuidados constantes de sus cuidadores y una dieta de leche enriquecida.
En 2009 durante una competencia de buceo libre en la ciudad de Harbin en China, dentro de un estanque de agua helada, una beluga en cautiverio llamada Mila ayudó a subir hasta la superficie a una buceadora incapacitada para emerger por sí misma sujetándola de una pierna, posiblemente salvándole la vida.

### Avistamiento de belugas

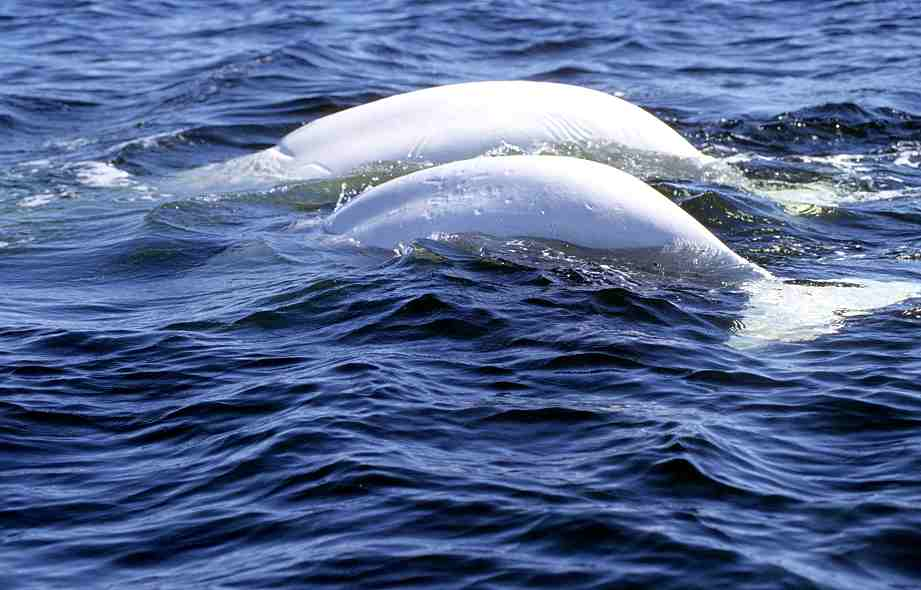
Belugas en el río Churchill en inmediación a la bahía de Hudson, Canadá

La actividad de avistamiento de belugas se ha tornado en una actividad importante y en auge en las áreas del río San Lorenzo y del río Churchill en la bahía de Hudson. La época propicia es durante el verano cuando esta especie acude en forma masiva a los estuarios de los ríos y en general a latitudes más bajas con relación a su ubicación invernal. El número elevado de animales reunidos y la curiosidad que les produce la presencia de los humanos, hace que sean observadas con facilidad.
Sin embargo, la presencia de botes constituye una amenaza para estos animales, puesto que les distrae la atención sobre actividades importantes como la alimentación, interacción social y reproducción. Adicionalmente el ruido producido por los motores tiene un efecto adverso sobre su función auditiva y les disminuye la capacidad de detectar las presas, comunicarse y navegar. Para proteger los mamíferos marinos durante las observaciones la Administración Nacional Oceánica y Atmosférica (NOAA) de los Estados Unidos, publicó la Guía para la observación de la vida marina. Entre otras recomendaciones, la guía aconseja a los observadores de cetáceos mantener la distancia y la prohibición expresa de perseguir o acosar a los animales, obstruir su camino y tocarlos o alimentarlos.

## Estado de conservación

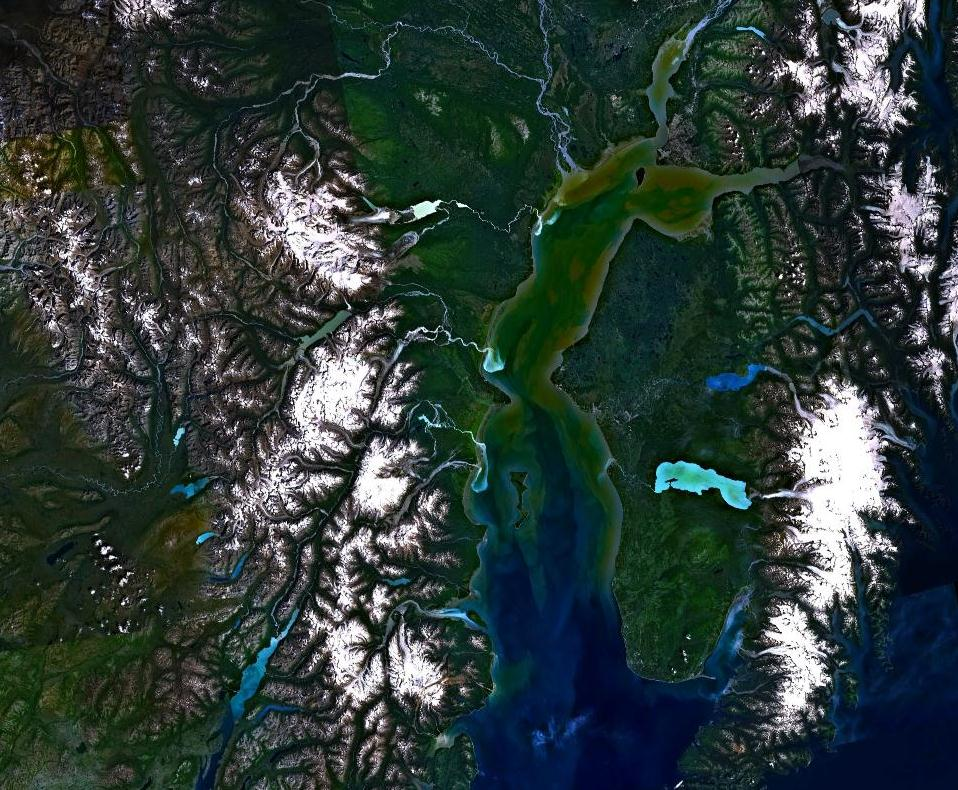
Vista satelital de la ensenada de Cook, hogar de la subpoblación catalogada en peligro crítico de extinción

En 2008, la beluga fue clasificada en la Lista Roja de la UICN como especie casi amenazada (NT). Antes de 2008, estaba listada como vulnerable y este cambio generó preocupación por la poca certeza de la cifra real y escaso conocimiento de las amenazas para todas las subpoblaciones existentes en su área de distribución (especialmente en el Ártico ruso) y la posibilidad de que los esfuerzos de conservación cesen, especialmente el manejo de la caza. La razón expuesta por la UICN para el cambio de estatus fue el hecho de que a nivel global la especie no cumple ninguno de los criterios para catalogarla como amenazada, que algunas de las subpoblaciones más grandes no estaban declinando y que los métodos mejorados para el censo de la población indicaron que el tamaño de la misma es mayor que lo estimado previamente.
Las subpoblaciones están sujetas a diferentes niveles de amenaza y justifican una atención individual. El grupo no migratorio que habita la ensenada de Cook se incluyó en los listados de la UICN como subpoblación en peligro crítico en 2008, debido a que ha experimentado una disminución precipitada en los últimos años y actualmente el número ha disminuido a solo unos pocos centenares. Hasta 1998 la captura exagerada fue la mayor responsable de la declinación. Desde 1999 la caza reportada ha sido mínima, pero el número de animales no ha mostrado los signos de recuperación esperados.
La misma población fue catalogada como amenazada dentro de la Ley de Especies Amenazadas en octubre de 2008 por el gobierno federal de los Estados Unidos.

### Protección legal
En 1972 el Congreso de los Estados Unidos emitió la Ley para la Protección de Mamíferos Marinos (MMPA) en la cual se hace ilegal la caza y persecución de cualquier mamífero marino en aguas de los Estados Unidos. La MMPA desde su creación ha tenidos varias enmiendas y hasta 2007 permitía algunas excepciones como la caza de subsistencia de los nativos, captura temporal de una cantidad restringida de mamíferos marinos con fines de investigación, educación y exhibición pública y la captura accidental de algunos ejemplares en el trascurso de operaciones pesqueras. El acta también establece que todas las ballenas en el mar territorial de los Estados Unidos están bajo la jurisdicción del Servicio Nacional de Pesca Marina, una división de la NOAA.
La Convención sobre el Comercio Internacional de Especies Amenazadas de Fauna y Flora Silvestres (CITES) es un tratado internacional acordado en 1973 para regular la explotación comercial de ciertas especies; en ella se protegen específicamente todas las especies de odontocetos (ballenas dentadas).
La población aislada de belugas en el río San Lorenzo está protegida legalmente desde 1983. En 1988 el Departamento Canadiense de Pesca y Océanos y Environment Canada, una agencia del gobierno para supervisar los parques nacionales, implementaron el Plan de Acción del San Lorenzo. La finalidad de este plan era eliminar el 90 % de la contaminación industrial para el año 1993; para 1992 las emisiones se habían reducido en un 59 %.

## En la cultura

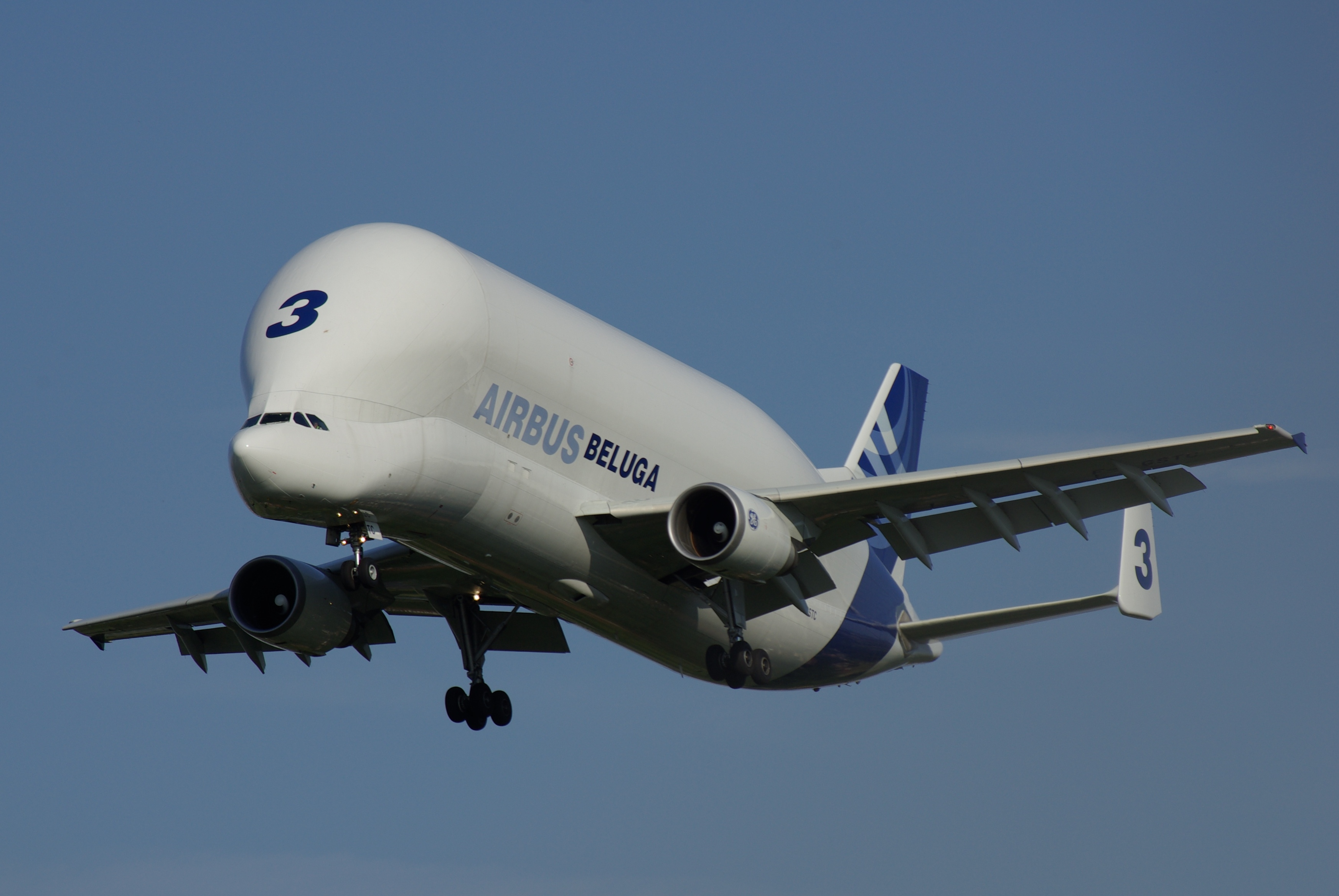
Avión de carga Airbus Beluga cuyo diseño se asemeja al cuerpo de la beluga

Pour la suite du monde es una película canadiense estrenada en 1963 del género documental de ficción. En el filme se muestra a los residentes de L'Isle-aux-Coudres, una isla en el río San Lorenzo en Quebec, realizando la tradicional caza de beluga captada por las cámaras de forma real.
White Whale Records fue una compañía discográfica de los Estados Unidos que funcionó desde 1965 hasta 1971 en Los Ángeles, California, conocida por ser la casa discográfica de la banda de rock The Turtles. El sello de la compañía era una silueta de beluga con el letrero «White Whale» en la parte superior.
En 1980 el intérprete de música infantil Raffi lanzó el álbum de música Baby Beluga. El álbum inicia con los sonidos de las ballenas comunicándose e incluye composiciones que recrean el océano y ballenas jugando. La canción Baby Beluga fue inspirada cuando Raffi vio una beluga recién nacida en el acuario de Vancouver en Canadá.
La motocicleta Yamaha Beluga (Riva 80/CV80) con motor de 80 cc fue producida de 1981 hasta 1987 y comercializada en todo el mundo, especialmente en Canadá, Estados Unidos, Holanda, Bélgica, Suecia y Japón.
El submarino de la clase Beluga (proyecto 1710 Mackrel) fue un proyecto de submarino experimental ruso, cuyo prototipo operó hasta 1997 y que fue desmantelado a mediados del año 2000.
El avión Airbus Beluga, una de las aeronaves de carga más grande del mundo, tiene un diseño muy similar al cuerpo y la cabeza de la beluga; inicialmente fue llamado Super Transportador, pero el nombre Beluga se hizo más popular por lo cual fue adoptado oficialmente.
La empresa SkySails GmbH & Co. KG subsidiaria del grupo empresarial Beluga Shipping instalada en Hamburgo, Alemania, probó un nuevo sistema de remolque de barcos por medio de un sistema similar a un parapente enorme el cual mostró una eficacia en economía de combustible entre el 10 al 35%. El programa para probar la eficiencia del sistema se denominó Proyecto Beluga en el cual se usó el barco de carga MS Beluga Skysails. Como dato curioso, en la cara externa del gran «parapente» de 160 m², se estampó en toda su extensión la aleta posterior de una beluga, una de las insignias de la empresa.
En la película de 2016 Buscando a Dory aparece una ballena beluga llamado «Bailey», interpretado por Ty Burrell.